# Ан-ський Семен Якимович
Семен Акимович Ан-ський (псевдонім, справжні ім'я та прізвище Шлойме Зайнвіл Аронович Раппопорт; 15 (27) жовтня 1863, Чашники, Вітебська область, Білорусь — † 8 листопада 1920, Варшава, Польща) — відомий єврейський письменник, драматург, етнограф, дослідник єврейського фольклору, революціонер, культурно-політичний діяч. Один із організаторів Єврейського історико-етнографічного товариства (1908), Товариства єврейської народної музики (1909), співробітник Товариства поширення освіти між євреями Росії.
Співробітник редакцій журналів «Еврейский мир», «Еврейская старина». Організатор та керівник етнографічних експедицій, що проводилися на території України (1912—1914). Працював у єврейських етнографічних товариствах м. Вільно (нині м. Вільнюс, Литва) та Варшави (Польща).
Відомий завдяки своїй п'єсі «Діббук», що була написана у 1914 році.
У єврейській фольклористиці та етнографії став відомим лише в останнє десятиліття своєї діяльності.

## Життєпис
Семен Ан-ський був народжений під ім'ям Шлойме Зайнвіл Раппопорт у білоруському єврейському містечку Чашники неподалік Вітебська у 1863 р. Народився в ортодоксальній родині. Батьки Шлойме займалися звичайним торговим промислом, а сам він відносно юним вирушив у хедер вивчати Тору. У подальшій дослідницькій практиці Семена Ан-ського не раз зустрічаються згадки про образи, принципи та поетику Біблії. Після хедеру малий Шлойме вирушив навчатися у релігійну школу наступного рівня, де розум відточувався у богословських диспутах. У результаті участі у цих диспутах для Шлойме та його приятеля Хаїма Житловського з юних літ слідував значний розрив із вірою їх батьків.
На початку 80-х рр. XIX ст. юнак, приєднавшись до просвітницького та народницького руху, одночасно вивчив мову та звичаї Російської імперії, а також життя звичайних людей, котрі тяжкою працею заробляли свій хліб. Головним задумом народницького руху були «походи в народ», просвітлення неграмотного населення Росії, виховання у нього почуття свободи, рівності, братерства. Саме завдяки впливу народницького руху, Шлойме дуже скоро опинився далеко від дому, у середовищі російських робочих і селян, котрих він навчав грамоті та основам нових поглядів на світ у дусі принципів народництва. Пізніше працював у палітурній майстерні у Двінську.
Після того, як «за народницьку діяльність» (а фактично — за вчителювання) Шлойме Раппопорта вислали із села, він переїхав у Катеринславську губернію, де працював на соляних копальнях і продовжував просвітницьку роботу. У той же час писав оповідання-нариси з життя робітників. З початком публікацій у журналі народників «Русское богатство», вперше з'явився підпис — Семен Ан-ський. Одне із найбільш частих його занять у ті роки — читання вголос перед аудиторією селян і робочих. Читалися переважно книги російської класики. Працюючи на соляних та вугільних копальнях, вчителюючи у сільській школі, Ан-ський не лише вивчав незнайомий та незвичний йому побут, а й вперше пробував збирати фольклор. У той важкий період свого життя Ан-ський звик до частих переміщень, котрі були викликані в першу чергу униканням конфліктів з владою через порушення режиму «смуги осілості». Його не раз заарештовували, висилали, саджали до в'язниці. Однак він ставився до цього як до прикрих перешкод і продовжував свій неспокійний спосіб життя.
На початку 90-х рр. Семен Ан-ський виїхав до Парижу, де працював у палітурних майстернях та на фабриці, постійно спілкуючись із французькими робітниками, що також, безпосередньо, було відображено у ряді його творів. В еміграції Ан-ський почував себе російським революціонером, представником Росії, її приниженою та пригніченою частиною, і лише потім — євреєм. Однак останнє почуття різко загострилося з посиленням антисемітизму на батьківщині у перші роки XX ст.
У 1894 р. Ан-ський влаштувався секретарем до російського революціонера Петра Лаврова, котрий мав безперечний вплив на формування революційної свідомості молодого Ан-ського. Після смерті Лаврова у 1900 р. Ан-ський переїжджає до Берну, де продовжує свою діяльність як літератор та публіцист. У його найближчому колі тоді було чимало людей російсько-єврейської еміграції. Можливо, це, власне, й вплинуло на його поступове повернення до єврейської тематики. У Франції також відбувається перше знайомство із практикою етнографічної роботи, що згодом мала вирішальне значення у житті дослідника.
У 1905 р. Семен Ан-ський повертається у Росію. Він так само продовжує багато писати, друкується у російських та єврейських виданнях. Його власні позиції лишаються незмінними, але у творчості все яскравіше виявляється інтерес до народної культури, однак цього разу до єврейської. Окрім того Ан-ський продовжує брати участь у громадському житті, займається революційною публіцистикою. У 1907 р. випустив у Петербурзі брошуру «Що таке анархізм?». Водночас брав участь у випуску ряду єврейських журналів. Уже з кінцем революційних подій відбувається зближення Ан-ського з єврейським науковим світом. Він багато і активно працював у Єврейському історико-етнографічному товаристві, виступав з доповідями, писав роботи по єврейському фольклору та етнографії. Все це відбувалося водночас із постійними переслідуваннями з боку влади. У період 1912—1914 рр. Ан-ський також очолював ряд Єврейських етнографічних експедицій Єврейського історико-етнографічного товариства на території Волині, Поділля, Київщини.
Під час Першої світової війни Семен Ан-ський перебував у Волинській губернії та в зоні бойових дій у Галичині як представник Єврейського комітету допомоги жертвам війни (ЕКОПО) й у складі санітарних загонів Всеросійського земського союзу. Свої враження він ретельно занотовував у щоденниках, частина з яких увійшла до виданої їдишем у Польщі у 1921 р. книги «Зруйнування Галичини».
Останні передреволюційні роки виявилися досить насиченими. Семен Ан-ський продовжував свою письменницьку діяльність, а також постійно працював над поповненням етнографічних колекцій, використовуючи свої поїздки у прифронтову зону. До кінця 1916 р. значна частина зібраного матеріалу уже була доставлена до Єврейського етнографічного музею у Петрограді. У тому ж році Ан-ський побував у Києві, Одесі, Кишиневі, де читав лекції з єврейської етнографії.
Незважаючи на неблагополучну політичну атмосферу і постійні приступи цукрового діабету, Семен Ан-ський багато писав та брав участь у житті єврейських громадських організацій. Однак все ж він вирішує остаточно покинути Росію. Відтак, у 1918 р. Ан-ський утік із більшовицької Росії до Вільно. Він був ображений та глибоко розчарований, адже нова влада хотіла націоналізувати колекції Єврейського музею та Архіву Єврейського історико-етнографічного товариства, непевна була й подальша доля самого Товариства. Все, що Ан-ський, його колеги та помічники так намагалися врятувати для майбутнього, нищилося.
У Вільно Семен Ан-ський продовжував активно співпрацювати з місцевим Єврейським історичним товариством і фактично на його основі створив Віленське історико-етнографічне товариство, яке пізніше було назване на його честь. За допомогою цієї організації він надіється розширити етнографічні дослідження на території Литви, Білорусі, Віленського краю. У той же час Ан-ський продовжував підготовку до видання «Альбома еврейской старины».
Після погрому у Вільно, Семен Ан-ський поїхав на курорт в Отвоцк, а потім у Варшаву. По при різке погіршення стану здоров'я, Ан-ський продовжував багато та різносторонньо працювати. Іноді йому навіть здавалося, що йому вдалося перебороти власну долю. Навіть перебуваючи у лікарні, Ан-ському вдавалося готувати до видання ряд історичних робіт, переглядати тексти на їдиші, котрі увійдуть у його зібрання творів, а також бесідувати з артистами, котрі брали участь у постановці «Діббука».
У той же час дослідник захоплюється ідеєю створити Єврейське історико-етнографічне товариство і у Варшаві, котре було б покликане вивчати єврейську культуру Польщі. 7 листопада 1920 р. він виступає перед невеликим колом однодумців зі своїми роздумами на цю тему. Однак уже ввечері наступного дня Семен Ан-ський помер від сердечного приступу.

## Літературна діяльність

### Перша проба пера
Працюючи у палітурній майстерні у Двінську, Семен Ан-ський почав проявляти здібності до письменництва. Першим його літературним твором стало оповідання «Історія одного сімейства», котре було написане мовою їдиш, та, після тривалих поневірянь, опубліковане у російському перекладі з підписом «Псевдонім» у російсько-єврейському журналі «Восход» (1884 р.).

### На соляних копальнях
Свою літературну діяльність він уже продовжив, будучи робітником на соляних копальнях у Катеринославській губернії. На написання оповідань його надихали історії з життя звичайних робітників копальні. До творів цього періоду можна віднести такі як, наприклад, «Крамничка» (1884 р.), «Повість» (1885 р.), «На соляній копальні» (1892 — квітень 1893 р.), «Задача» (1891 р.), «Тяжкий урок» (90-ті рр. XIX ст.), «Хворобливе кохання» (90-ті рр. XIX ст.) та ін. Тоді ж, за рекомендаціями Г. Успенського почав публікувати свої нариси у журналі народників «Русское богатство». Під ними з'явився підпис — Семен Ан-ський. До цього ж періоду належить і перша проба Ан-ського в драматургії. Це чернетковий рукопис п'єси в п'яти частинах, що була написана 1885 року і залишилася без назви.

### Французький період
Враження, спостереження, досвід спілкування й особистої участі у житті паризького пролетаріату відображено у циклі нарисів, зокрема «Столиця миру», «Брат Гвира», «Майбутнє знелюднення Франції», «Винороби й виноробство у Франції», «Життя та поневіряння паризького робітника», «Нарис про доньку Тургенєва пані Брюер», «Селянське життя у Франції у середні віки», «Із Парижа у Бордо», «Покидьки Парижа (Нариси Парижа)», «Розповідь про життя російських робітників у Парижі», «Вулична пісня», «Дорожні нариси, Анжер, Нант, Коньяк, Бордо…» та ін.
У Франції Семен Ан-ський знайомиться з російсько-єврейською еміграцією, під впливом якої у своїх творах повертається до єврейської історії та культури. Попри це, лишаючись у руслі традиційної російської революційної прози та поезії, він пише змінно — і російською, і їдишем. Розповіді та повісті із єврейського життя — «Мендель Турок», «У єврейській сім'ї», «Перша ластівка», «Руйнівники огорожі» написані та вперше опубліковані російською. Так само була написана й байка «Слон-пророк», із посвятою Льву Толстому. Їдишем був написаний цикл віршів, один із найбільш відомих починається з таких слів: «У соленому морі сліз людських (…)». У 1902 р. у Берні була написана «Клятва», котра стала «марсельєзою єврейських робітників».

### Діббук

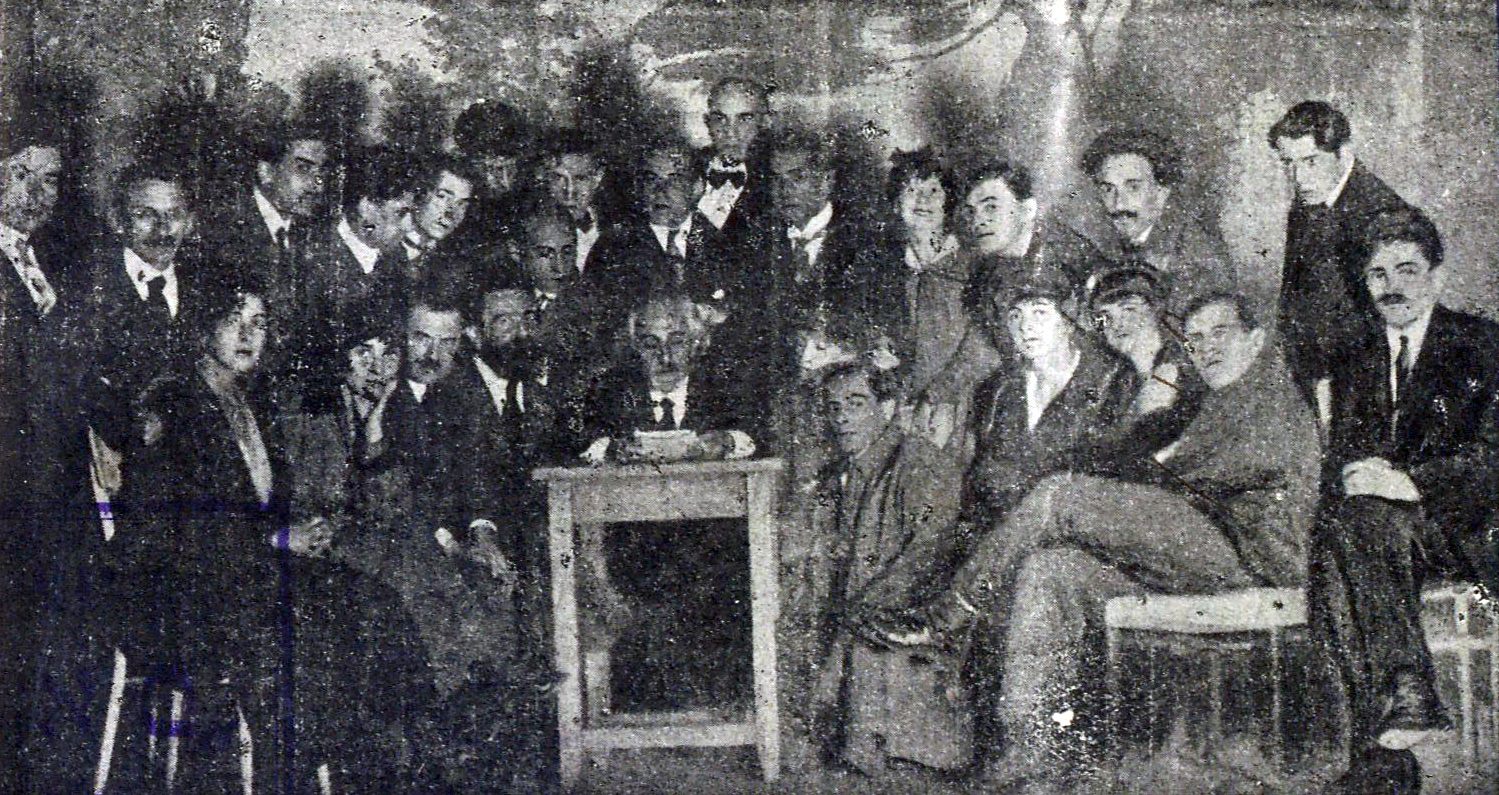
Ан-ський (сидить в центрі за столом) з артистами віленської трупи «Діббука» та варшавськими літераторами

Найвищим літературним досягненням Семена Ан-ського є п'єса «Діббук», котра була написана у роки Першої світової війни і принесла автору міжнародне визнання. Фантастичний сюжет п'єси не є переказом народної легенди. Її сюжет навіяний конкретними життєвими враженнями письменника, котрі були викладені у дусі фольклорного світосприйняття. Під час відвідин містечка Ярмолинці на Поділлі, учасники експедиції, у пошуках чорнил, опинилися у домі заможного єврея. Тут Ан-ський побачив тривіальну життєву ситуацію: глава сім'ї, попри бажання дочки, котра була закохана у бідного учня релігійної школи, вирішив видати її заміж за сина багатого сусіда. Горе сімнадцятирічної дівчини було настільки красномовним, що дуже запам'яталося Ан-ському. Це був сюжет побутової мелодрами. Однак, повернувшись до Петербургу і розбираючи матеріали експедиції, письменник натрапив на хасидські легенди про духи померлих — діббуки. Так зародилися начерки майбутньої п'єси. Хоча, не можна не помітити й того, що сила і своєрідність «Діббука», безперечно, виникли також і з особистих переживань Ан-ського у дні війни. Опинившись у розграбованих та винищених пожежами містечках Галичини, він почував себе ніби очевидцем погромів часів хрестових походів та різанини, котрі чинилися на цій же землі військами Б. Хмельницького у XVII ст.
Знаменною була подальша доля цієї п'єси. Уже перші читання у колі друзів стали великою подією у єврейському літературному житті. П'єса була написана російською та їдишем. Обидві мовні версії існували одночасно. У 1918 р. Ан-ський, покидаючи Росію, втратив оригінал п'єси і був вимушений відновлювати його на основі івритомовного перекладу Н. Бялика. Ця відновлена автором версія на їдиші і вважається канонічною. За нею була здійснена перша постановка п'єси єврейською віленською трупою у 1920 р. Однак Ан-ському не довелося бачити сценічного втілення «Діббука», адже прем'єра відбулася у Варшаві 9 грудня 1920 р., рівно через місяць після смерті автора.
У роки Другої світової війни частина архіву Семена Ан-ського, котра зберігалася у фондах Віленського єврейського історико-етнографічного товариства, була вивезена спеціальним підрозділом штабу А. Розенберга у Франкфурт-на-Майні. Серед цих матеріалів був і рукопис «Діббука». Зусиллями євреїв, котрі розбирали документи Ан-ського у Франкфурті, цей рукопис вдалося врятувати від знищення. Після закінчення війни, у складі інших збережених матеріалів, авторський оригінал «Діббука» був вивезений у Нью-Йорк і переданий у архів YIVO, де зберігається і досі.
Між тим «Діббук» від початку 20-х рр. незмінно ставиться у театрах усього світу. П'єса навіть двічі екранізувалася, а на її основі було написано балет та дві опери. До тематики п'єси не раз зверталися і різні художники.

### Революція
Революція викликала у Семена Ан-ського змішані почуття. Звільнення народу, до якого він прагнув усе життя, відбувалося у неприйнятних для нього формах. Ці свої переживання він виклав у поемі «Бунт Бунтов», котра була опублікована у газеті «День» у червні 1917 р.

## Фольклорно-етнографічна діяльність
Упродовж багатьох років свого життя Семен Ан-ський досліджував та збирав фольклор різних народів, а також вивчав методику запису, класифікації й обробки фольклорного матеріалу, що дозволило йому згодом здійснити ряд успішних фольклорно-етнографічних експедицій у «смузі осілості», зібрати, проаналізувати та підготувати до публікації унікальні матеріали. Увага Семена Ан-ського до єврейського декоративно-ужиткового мистецтва збіглося зі створенням у Петербурзі Єврейського історико-етнографічного товариства.
У першому випуску альманаху «Пережитое» Семен Ан-ський певною мірою обґрунтовує концепцію етнографічної діяльності:
|  | Усепоглинаючий час знищує не тільки речові пам’ятки старовини; він поступово стирає і той живий історичний матеріал, який міститься в легендах, переказах, звичаях, споминах, піснях старовинного походження тощо. Природний темп їх зникнення був значно прискорений тими глибокими змінами, які з такою швидкістю зазнав єврейський побут у Росії. Чимало з того, що ще недавно було явищем повсякденного єврейського життя, залишило ледь помітний слід у народній пам’яті: продукти єврейської колективної творчості, що підбивали погляди народу на пройдену ним пору життя, змінюються новими. («Пережитое», 1908 р. т.1, с.278) |

Далі у своїй статті «Еврейское народное творчество» Ан-ський ставить «невідкладне завдання: організувати систематичний та повсюдний збір творів усіх видів народної творчості, пам'яток єврейської старовини, опис усіх сторін старого єврейського побуту».
У 1908 р. Семен Ан-ський здійснює спроби організувати Єврейську фольклорно-етнографічну експедицію силами ЄІЕТ. Першій експедиції передували числення його поїздки по Україні, виступи з публічними лекціями, публікації, що базувалися на фольклорному матеріалі.
У 1911 р. Ан-ський починає реалізовувати задум про експедиційну роботу. 10 тисяч карбованців для досліджень субсидує київський меценат, син відомого єврейського фінансиста, філантропа та громадського діяча Г. Гінцбурга — Володимир Гінцбург.
24-25 березня 1912 р. у Петербурзі на нараді єврейських учених ухвалюється рішення про організацію експедиції, обговорюється її адміністративний статус. Влітку 1912 р. експедиційна група (у складі: керівник С.Ан-ський, фотограф та художник С. Юдовін, музикознавець і композитор Ю. Енгель) виїхала в Україну, працювала на Волині, зокрема в Старокостянтинові. За допомогою фонографа С. Ан-ський та Ю. Енгель записували єврейські релігійні та народні пісні. За інформацією одного з листів Ан-ського завдяки цій експедиції було зібрано кількасот легенд, сказань, історичних переказів, казок, понад 500 народних пісень, кількасот цікавих віршиків, близько 200 предметів, придбаних для музею, книги, рукописи тощо.
Уже у 1913 р. дослідник розробляє експедицію наступного сезону, плануючи відвідати 250 містечок за 3 роки. Експедиція організовувалася як автономна комісія при ЄІЕТ і мала свою адміністрацію та звітність. Саме за Семеном Ан-ським закріпилося «виняткове право по обробці для друку матеріалу, зібраного за його участю». Улітку експедиція рушає на Волинь та Поділля. Перед її учасниками відкрилася самобутня народна творчість, відбита у різьбленні мацев (кам'яних надгробних стел), у розписах синагог, в образотворчих мотивах та орнаментах старовинних рукописів, зокрема пінкасім (записних книг єврейських громад).
Наступного року експедиція працювала на Поділлі та Київщині. У звіті за 1912—1914 рр. Семен Ан-ський вказує, що тоді було зібрано понад 700 предметів старовини, записано понад 1500 народних пісень, близько тисячі народних мотивів, знайдено сотні старовинних документів, колекції листів видатних осіб, мемуарів, старовинні рукописи, пінкаси, колекцію старовинних оригінальних рисунків, заголовних аркушів пінкасім, мізрахім, кеттубот тощо. Також було зроблено 1500 фотознімків старовинних синагог, кіотів та амвонів, художніх предметів культу, надгробних пам'ятників тощо.
У роки Першої світової війни Семен Ан-ський, будучи співробітником Земського союзу та Єврейського товариства допомоги жертвам війни, працював у прифронтових районах Галичини, і, водночас намагався врятувати від повного знищення пам'ятки єврейської старовини. Дослідник писав багато нарисів, замальовок та політичних статей про життя євреїв у Галичині, їх традиції та вірування. Більшість матеріалів, що були зібрані Ан-ським у експедиціях та під час роботи в Галичині надійшли до музею, котрий був обладнаний у благодійному притулку на Васильєвському острові у Петербурзі.

## «Альбом еврейской художественной старины»
Маючи достатню кількість матеріалів, зібраних у численних експедиціях, Семен Ан-ський приступає до створення першого тому «Альбому еврейской художественной старины». Цей альбом містив знімки з рідкісної агади XV ст., з молитовників на пергаменті, італійських ктубот XVII ст., зі старовинних акварельних лубків-примітивів, пінкасім, мізрахім, знімків старовинних надгробних каменів, гробниць великих мужів та святих мучеників тощо.
Упродовж багатьох років єдиний, як вважалося, примірник «Альбома еврейской художественной старины» зберігався в Інституті етногеографії та фольклору в Ленінграді. Тільки у 1994 р. він був фактично відновлений та виданий у Москві відомим дослідником єврейського народного декоративно-прикладного мистецтва Олександром Канцедікасом. Альбом-папка містив 84 репродукції фрагментів ілюмінованих старовинних єврейських рукописів, мізрахім та лубочних картинок, зібраних Ан-ським під час експедицій. Обкладинка папки була виконана за мотивами титульних аркушів пінкасім.
Про існування інших примірників цього альбому тривалий період часу не було ніяких відомостей. Лише відносно недавно у фондах Інституту рукопису НБУ ім. В. Вернадського було знайдено другий примірник цієї праці. Виходячи з важливості цієї знахідки, можна впевнено говорити про певну концепцію «Альбома», розроблену самим автором. Якщо початковий задум першого тому включав не лише рукописи, а й знімки художньої старовини, то, порівнюючи перший примірник із новознайденим, можна вважати, що Ан-ський систематизував матеріали таким чином, щоб надалі видати усі задумані томи.

## Архівна спадщина
Значну частину матеріалів із особистого архіву Семена Ан-ського можна знайти у Центральному державному музеї-архіві літератури і мистецтва України (ЦДМЛМ [Архівовано 22 жовтня 2020 у Wayback Machine.]) у фонді № 508 Шварц Г. В. [Архівовано 21 жовтня 2020 у Wayback Machine.]
Хоча багато матеріалів, зібраних у експедиціях, Ан-ський вивіз у Санкт-Петербург, проте матеріали музичного фольклору лишилися все ж в Україні і їх можна віднайти у фонді № 322 «Єврейський музичний фольклор» в НБУ ім. В. Вернадського. :
| Частина | Відео            | Перелік |
| ------- | ---------------- | --- |
| 1       | Відео на YouTube | - 00:00 — 1. A min volekh (vi es git iber der zinger) Приклад волеха. Виконує Хаїм Каган, 40 (або 42) роки, крамник, Радзинський хасид. Записано в Кремінці на Волині, 11 липня 1913 року Зіновієм Кісельгофом. Циліндр #267. - 02:09 — 2. A nign Мелодія. Виконує Шлойме Куліш, 24 р., крамар. Виконавець почув від Аврама Їцхока з Бердичева. Записано у Володимирі-Волинському (Людмирі на Волині), 17 липня 1913 року Зіновієм Кісельгофом. Циліндр #268/1. - 02:48 — 3. A nign Мелодія. Виконує Шлойме Куліш, 24 р., крамар. Виконавець почув від Аврама Їцхока з Бердичева. Записано у Володимирі-Волинському (Людмирі на Волині), 17 липня 1913 року Зіновієм Кісельгофом. Циліндр #268/2. - 03:40 — 4. Gramen bay kale-bazetsns («Oy, kale-lebn, kale-lebn») Слова і вступ кларнета Бадхена до весільної церемонії «Сидіння нареченої». Виконує Мані Хамерберг. Записано в Меджібожі, Поділля, у 1913 році. Циліндр #270/2. - 05:38 — 5. Zhok (klezmerish) Жок (у клезмер-стилі). Виконує Шлойме Мачан, 24 роки, продавець газет. Виконавець почув мелодію від Аврама Чижика, психічно хворого, що вважає себе співцем. Записано в Кремінці на Волині, 10 липня 1913 року Зіновієм Кісельгофом. Циліндр #286/1. - 06:47 — 6. A tish-nign Записана мелодія. Виконує Їцхок Берман, 52 роки, баал-тефіл. Записано в Олиці на Волині 1913 року Зіновієм Кісельгофом. Циліндр #291/1. - 07:10 — 7. A tish-nign Записана мелодія. Виконує Їцхок Берман, 52 роки, баал-тефіл (хазан). Записано в містечку Олика на Волині 1913 року Зіновієм Кісельгофом. Циліндр #291/2. - 08:39 — 8. A redl Круговий танок. Виконує Єхіл Лернер, 47 років, баал-тефіл (хазан). Записано в Кремінці на Волині, року Зіновієм Кісельгофом. Циліндр #293/1. - 10:00 — 9. A redl Круговий танок (хоровод). Виконує Єхіл Лернер, 47 років, баал-тефіл (хазан). Записано в Кремінці на Волині, року Зіновієм Кісельгофом. Циліндр #293/2. - 10:36 — 10. A freylekhs Фрейлєх. Виконує Пінхус Паз, 51 рік, тріскерський хасид. Записано в Ковелі на Волині в 1913 році Зіновієм Кісельгофом. Циліндр #308. - 12:36 — 11. A khsidisher nign Хасидська мелодія. Виконує Шимка Кобєрнік, 54 роки, кантор Великої Синагоги в Заславі (Ізяславі) на Волині. Записано в 1913 році Зіновієм Кісельгофом. Циліндр #314. - 14:41 — 12. A freylekhs Фрейлєх. Виконує чоловічий хор. Записано в Кремінці на Волині в 1913 році Зіновієм Кісельгофом. Циліндр #315/1. - 15:33 — 13. A freylekhs (Sabeynu) Фрейлєх («Наш Діду»). Виконує чоловічий хор. Записано в Кремінці на Волині в 1913 році Зіновієм Кісельгофом. Циліндр #315/2. - 16:23 — 14. A nign fun Stoliner khsidim («Yikhav tshumak») Столін-хасидська мелодія, взята з української пісні «Їхав чумак». Виконує Лейба Меламед, кантор. Записано в Деражні на Волині у 1913-1914 рр. Циліндр # 327/2. - 16:58 — 15. A freylekhs Фрейлєх. Виконує Пінхус Паз, 51 рік, і Мотль Шварц, тріскерські хасиди. Записано в Ковелі на Волині в 1913 році Зіновієм Кісельгофом. Циліндр #332/1. - 17:53 — 16. A freylekhs Фрейлєх. Виконує Пінхус Паз, 51 рік, і Мотль Шварц, тріскерські хасиди. Записано в Ковелі на Волині в 1913 році Зіновієм Кісельгофом. Циліндр #332/1. - 19:07 — 17. An Oster nign Острозький нігун (мелодія). Виконує Арн-Шмуель Каган. Записано в Проскурові на Поділлі у 1913 році Аврамом Рехтманом. Циліндр #339. - 20:35 — 18. Dem Reb Shneur Zalmans nign Мелодія рабіна Шнеура Зальмана. Виконує Мойше Білоцерковський. Записано в Бердичеві на Київщині у 1912—1914 роках. Циліндр #340/1. - 21:28 — 19. A khsidisher nign Хасидський нігун (наспів). Виконує Мойше Білоцерковський. Записано в Бердичеві на Київщині у 1912—1914 роках. Циліндр #340/2. |
| 2       | Відео на YouTube | 00:00 — 20. A nign Тріскерсько-хасидська мелодія — нігун. Виконавець невідомий. Записано у Рівному на Волині у 1912-1914 роках. Циліндр # 343/1. - 00:45 — 21. A freylekhs Фрейлєх. Мелодія адоптована до Рабі Канева. Виконавець невідомий. Записано у Рівному на Волині у 1912-1914 роках. Циліндр # 343/2. - 01:29 — 22. Shabes-nign Пісня (нігун) Шаббату. Виконує Хаім Каган, 40 (або 42) роки, крамник, Радзинський хасид. Записано в Кремінці на Волині 1913 року Зіновієм Кісельгофом. Циліндр # 344. - 03:10 — 23. Khsidisher nign Хасидський нігун. Виконує Мойше Білоцерковський. Записано в Бердичеві на Київщині у 1912-1914 роках. Циліндр # 349. - 04:46 — 24. A khsidisher nign Хасидський нігун (хасиди Брацлава). Виконує Хаїм Ісроель Вєйцман, брацлавський хасид. Записано в Бердичеві на Київщині у 1912-1914 роках. Циліндр # 367/1. - 06:06 — 25. A khsidisher nign Хасидський нігун (хасиди Брацлава). Виконує Хаїм Ісроель Вєйцман, брацлавський хасид. Записано в Бердичеві на Київщині у 1912-1914 роках. Циліндр # 367/2. - 06:29 — 26. A khsidisher nign Хасидський нігун (хасиди Брацлава). Виконує Хаїм Ісроель Вєйцман, брацлавський хасид. Записано в Бердичеві на Київщині у 1912-1914 роках. Циліндр # 368/1. - 08:15 — 27. A khsidisher nign Хасидський нігун (хасиди Брацлава). Виконує Хаім Ісраель Вейцман, брацлавський хасид. Записано в Бердичеві на Київщині у 1912-1914 роках. Циліндр # 368/2. - 08:58 — 28. A nign Хасидський нігун (хасиди Брацлава). Виконує Хаїм Ісроель Вейцман, брацлавський хасид. Записано в Бердичеві на Київщині у 1912-1914 роках. Циліндр # 369/1. - 10:30 — 29. A nign Хасидський нігун (хасиди Брацлава). Виконує Хаїм Ісроель Вейцман, брацлавський хасид. Записано в Бердичеві на Київщині у 1912—1914 роках. Циліндр # 369/2. - 11:05 — 30. A tish-nign funem Ruzhiner rebn Нігун рабе міста Ружина. Виконує Арн Пєрєльман. Записано в Санкт-Петербурзі у 1912-1914 роках. Циліндр # 370. - 12:34 — 31. Bay di Bratslaver khsidim Хасиди Брацлава. Виконавець невідомий. Записано в Бердичеві на Київщині у 1912—1914 роках. Циліндр # 372. - 14:03 — 32. A khsidisher freylekher nign Хасидський жартівливий нігун (наспів). Виконує Мойше Білоцерківський. Записано в Бердичеві на Київщині у 1912-1914 роках. Циліндр # 374. - 15:30 — 33. A khsidisher nign Хасидський нігун (наспів). Виконує Мойше Білоцерківський. Записано в Бердичеві на Київщині у 1912-1914 роках. Циліндр # 378. |
| 3       | Відео на YouTube | - 00:00 — 1. A freylekhs (mit hebreishe verter) Фрейлєх (зі словами на івриті). Виконавець-невідомий чоловік [1912-1914]. Циліндр # 404/2. - 00:32 — 2. Freylekhs Фрейлєх. Виконавець-невідомий — Маргуліс, мануфактурщик. Записано в Рівному на Волині [у 1912—1914]. Циліндр # 408. - 02:07 — 3. A nign Мелодія. Виконує Йозель Бокер. Записано в Проскурові на Поділлі у 1913 р. Абрамом Рехтманом. Циліндр # 445/1. - 02:43 — 4. A freylekhs Фрейлєх. Виконавець-невідомий чоловік, 1912-1914. Циліндр # 447/1. - 03:47 — 5. A freylekhs Фрейлєх. Виконавець-невідомий чоловік 1912-1914. Циліндр # 447/2. - 04:48 — 6. «Mipney ma» [a khsidisher nign] «Міпнє ма» («Задля чого?», також відомий як «Душа моя») — хасидський нігун (мелодія, наспів, Пасхалія), пасхальна мелодія (спів). Виконавець-невідомий чоловік [1912-1914]. Циліндр # 450. - 06:06 — 7. Zmires nign Шаббатня мелодія, пасхальна мелодія (спів). Виконавець-невідомий чоловік [1912-1914]. Циліндр # 451. - 07:06 — 8. A freylekhs (fun Yosel Talner) Фрейлєх Йозеля Бокера. Виконує Моцель (Мотль) Шварц і Пінхуз Паз, 51 рік, тріскерськи хасиди (династія з міста Турійська). Записано в Ковелі на Волині у 1913 р. Зіновієм Кісельгофом. Циліндр # 452/1. - 08:20 — 9. A freylekhs (fun Yosel Talner) Фрейлєх Йозеля Бокера. Виконує Моцель (Мотль) Шварц і Пінхуз Паз, 51 рік, тріскерськи хасиди. Записано в Ковелі на Волині у 1913 р. Зиновієм (Зусманом) Киссельгофом. Циліндр # 452/2. - 09:08 — 10. Gezang on verter Спів без слів. Виконавець-невідомий чоловік [1912-1914]. Циліндр # 461. - 10:54 — 11. A tish-nign Мелодія з нотами. Виконує Арн-Шмуель Маргуліс, 38 років, крамник. Записано в Муравиці на Волині (сучасна Рівненська обл.) у 1913 р. Зиновієм (Зусманом) Киссельгофом. Циліндр # 463. - 12:50 — 12. A khsidisher nign Хасидська мелодія. Виконавець-невідомий чоловік. Записано в місті Дубно на Волині (сучасна Рівненщина) у червні 1913 р. Зиновієм Киссельгофом. Циліндр # 477/1. - 13:59 — 13. Kale bazetsns Імпровізація на скрипці для церемонії «сидіння нареченої». Виконує Ошер Меламед, 46 років, весільний скрипаль. Записано в Ковелі на Волині у 1913 році Зіновієм Кисельгофом. Циліндр # 479. - 15:50 — 14. Zmires (ershter teyl) Суботня пісня (1 частина). Імпровізація на скрипці. Виконує Мейер Хопінке, 35 років, скрипаль. Виконавець адоптував цю мелодію від свого діда, скрипаля Гопінке. Записано в Дубровні на Могилівщині (Могильо́в, Магілё́ў, Mahiloŭ, Могилі́в, Могилёв) у 1914 році Зусманом Кисельгофом. Циліндр # 482. - 17:35 — 15. Zmires (tsveyter teyl) Суботня пісня (2 частина). Імпровізація на скрипці. Виконує Мейер Хопінке, 35 років, скрипаль. Виконавець адоптував цю мелодію від свого діда, скрипаля Гопінке. Записано в Дубровні на Могилівщині у 1914 році Зусманом Кисельгофом. Циліндр # 483. - 19:39 — 16. Tsu badekns (bazetsns) Імпровізація на скрипці для церемонії «сидіння нареченої». Виконує Мейер Хопінке, 35 років, скрипаль. Виконавець адоптував цю мелодію від свого діда, скрипаля Гопінке. Записано в Дубровні на Могилівщині у 1914 році Зусманом Кисельгофом. Циліндр # 484. - 22:00 — 17. A tish-nign Тіш нігун (мелодія з нотами). Виконує Моцель (Мотль) Шварц і Пінхуз Паз, 51 рік, тріскерськи хасиди. Записано в Ковелі на Волині у 1913 р. Зиновієм (Зусманом) Киссельгофом. Циліндр # 496. - 24:04 — 18. A tish-nign Тіш нігун (мелодія з нотами). Виконує Моцль Шварц і Пінхуз Паз, 51 рік, тріскерськи хасиди. Мелодія традиційно виконувалась у молитовному будинку (синагозі) тріскерських хасидів. Записано в Ковелі на Волині у 1913 р. Зиновієм (Зусманом) Киссельгофом. Циліндр # 497/1. - 25:05 — 19. A tish-nign Тіш нігун (мелодія з нотами). Виконує Моцль Шварц і Пінхуз Паз, 51 рік, тріскерськи хасиди. Мелодія традиційно виконувалась у молитовному будинку (синагозі) Тріскерських (турійських) хасидів. Записано в Ковелі на Волині у 1913 р. З.Киссельгофом. Циліндр # 497/2. |
| 4       | Відео на YouTube | - 00:00 — 20.Zmires nign «Ha-shoymer Shabes» Шаббатська мелодія «Той, хто дотримується Шаббату». Виконавець-невідомий чоловік [1912-1914]. Циліндр # 498. - 01:15 — 21.Freylekhs Фрейлєх. Виконавець-невідомий чоловік [Записано Софією Магід у 1928 р. в Ленінграді (Санкт-Петербурзі), росія]. Циліндр # 508/1. - 02:20 — 22.Freylekhs Фрейлєх. Виконавець-невідомий чоловік [Записано Софією Магід у 1928 р. в Ленінграді, СРСР]. Циліндр # 508/2. - 03:02 — 23.A nign Мелодія-нігун. Виконує Абрам (Авром, Авраам) Марков [1912-1914]. Циліндр # 509/5. - 03:22 — 24.A skarbover khsidisher nign Традиційний хасидський нігун (мелодія \ наспів). Виконує Реб Авром, тріскерский магід (проповідник). Записано в Турійську на Волині [1912-1914]. Циліндр # 514/2. - 04:07 — 25.A tish-nign Тіш-нігун (мелодія по нотах). Виконує Їцхок (Ітсхок, Ісаак) Берман, 52 роки, баал-тефіл (кантор, хазан). Записано в Олиці на Волині 31 червня 1913 року Зиновієм Киссельгофом. Циліндр # 522/1. - 04:54 — 26.Freylekhs Фрейлєх. Виконує Їцхок Берман, 52 роки, кантор, баал-тефіл. Записано в містечку Олика на Волині 31 червня 1913 року Зиновієм Кісельгофом. Циліндр # 522/2. - 06:07 — 27.A nign Мелодія-нігун. Виконавець невідомий. 1912-1914. Циліндр # 526. - 07:36 — 28.A khsidisher nign Хасидський нігун. Виконавець-невідомий чоловік. Записано в Меджибожі на Поділлі [у 1913—1914 рр.].Циліндр # 535/1. - 08:55 — 29.Freylekhs Фрейлех. Виконавець-невідомий чоловік. Записано в Меджибожі на Поділлі [у 1913—1914 рр.].Циліндр # 535/2. - 09:45 — 30.A tish-nign Тіш-нігун (мелодія з нотами). Виконує Ісроель Фріман, 42 роки, баал-тефл. Виконавець перейняв мелодію від Йосселя Тальнера. Записано в м.Дубно на Волині 3 липня 1913 року З. Киссельгофом. Циліндр # 538. - 11:40 — 31.A nign Нігун (наспів\мелодія). Виконує Їтсхок Азєпов, 18 років, син раввіна Дубна. Виконавець адаптував мелодію від свого брата-раббі. Записано в Дубному на Волині (нині Рівненська область) 5 липня 1913 року Зіновієм (Зусманом) Кісельгофом. Циліндр # 539/1. - 12:43 — 32.Dem Shatever rovs nign Нігун раббі містечка Шатава (нині село на Поділлі). Виконавець Шимка Кобрєннік, 54 роки, кантор Великої Синагоги в місті Заславі на Волині. Записано 1913 р. Зіновієм Киссельгофом. Циліндр # 543. - 13:59 — 33.A khsidisher nign Хасидський нігн. Виконує Авром Шамез. Записано в Шепетівці на Волині (нині Хмельницька область) у 1912-1914 рр. Зиновієм Кисельгофом. Циліндр # 561/2. - 15:27 — 34.Tish-nign Таш нігун (нотна мелодія, табулятура). Виконує Хаїм Ісроель Вєйцман, брацлавський хасид. Записано в Бердичеві на Київщині у 1912—1914 рр. Циліндр # 577. - 17:46 — 35.Freylekhs (mershtimikh) Фрейлех (багатоголосся). Виконує хор Манусевича та братів, сестер і друзів. Манусєвич запозичив мелодію у хасидів в Острозі на Волині (нині Рівненщина). Записано в Кремінці на Волині у 1913 році Зиновієм Киссельгофом. Циліндр # 589. - 19:49 — 36.Nign Нігун (спів). Виконує Мойше Епельбаум, акомпанемент скрипки. Записано у Ленінграді, СРСР,1920-ті? Циліндр # 613. |
| 5       | Відео на YouTube | - 00:00 — 1. Be-Rosh ha-Shanah Фрагмент з обряду на Рош ха-Шана («новий рік») — «Unettane Tokef» («Дозвольте сказати про благодать») для Рош Хашана та Йом Кіппур. Виконує Їцхок (Ісак) Берман, 52 роки, баал-тефіл. Записано в Олиці на Волині у 1913 році Зиновієм Киссельгофом. Циліндр 261. - 00:47 — 2. A gute nakht, hot a freylekhe nakht «Добраніч, хай ніч буде радісною». Дитяча пісня, що зазвичай виконувалась учнями, які повернулися втомлені додому з хедеру. Записано в Крем'янці на Волині у 1913 році Зиновієм Киссельгофом. Циліндр 271/1. (хейдер, חדר, традиційної, тобто з релігіозною основою, зазвичай на базі синагоги і під керівництвом раввіна, початкового навчального закладу, школи для хлопчиків, де викладав меламед і починали вивчення талмуд-тори) - 01:09 — 3. Ikh bin gegangen oyf a khasene «Я йду на весілля…» (Любовна лірична пісня) Виконавець Мані Хамерберг. Записано в Меджибожі на Поділлі у 1913 році. Циліндр 271/2. - 01:07 — 4. A lid fun man un vayb Пісня про чоловіка й дружину «Ikh'hob keynmol keyn laydn nit gehat, nit gehat keyn shlekhte tsayt» = «Я ніколи так не страждав, мені ніколи ще не було так важко». Жартівлива пісня про сварливу жінку. Виконує Рафаель Котляр. Записано в Проскурові на Поділлі 1913 року Абрамом Рехтманом. Циліндр 278/1. - 01:48 — 5. Slavnyi gorod Yerushalayim Славний город Єрушалаїм (Єрусалим). Релігійна (християнська = українська, руська) пісня (псалом?). Виконує Аківа Шлєєрман, 101 рік?. Записано в Заславі (Із'яслав) на Волині у 1913 році. Циліндр 281. - 04:20 — 6. Tog un nakht lig ikh fartrakht День і ніч я засмучений лежу любовна лірика. Виконує Зєлік Ровнер, 18 років, прибиральник (натиральник паркету?) [1912-1914]. Циліндр 282/1. - 06:20 — 7. Mir tuen beyde a libe shpiln, mir zaynen beyde fun got a por Ми кохаємо один одного, ми пара від Бога. Любовно-рекрутська лірика, солдатська пісня — про розлуку через військову службу коханого. Виконавець Зєлік Ровнер, 18 років, натиральник паркету [1912-1914]. Циліндр 282/2. - 07:05 — 8. Rosh-khoydesh Elul, mamenyu, oyf der nakht, oy, lig ikh mir un trakht «Перший день місяця Елюль, мамуню, я лежу і думаю». Виконує Мєнаш Ліберчук (арештанська пісня). Записано в Полонному на Волині 1912—1914. Циліндр 283/2. (Елюль (івр. אֱלוּל), останній місяць року, перед Рош Гашана, серпень — вересень за григоріанським календарем, Елюль є місяцем прощення, час спокут, каяття і приготування до «Ямім нораїм» (івр. ימים נוראים) — десяти днів каяття, що тривають від Рош га-Шана до Йом-Кіпур. Також турецькою мовою назва місяця вересень є «Eylül») - 08:02 — 9. Oy, hert oys, mentshn, vos ikh vel aykh bentshn "Ох, послухайте, людоньки, що збираюсь вам сказать… ". Виконавець Менаш Ліберчук. Записано у Полонному на Волині 1912—1914. Циліндр 283/3. - 08:29 — 10. Oy, koyl, fayerdike koyl, oy, koyl zol dayn mame dershisn «Ох, куля, палаюча куля, ой, кульо, вбий [твою] мати». Любовна пісня про нерозділене кохання (міський трагі-готичний романс). Виконує Рахіль, в'язальниця панчіх. Записано в Дубному на Волині (сучасна Рівненська обл.) 28 червня 1913 року Зіновієм Киссельгофом. Циліндр 285/1. - 09:56 — 11. Oy, du, Yosl, du, merder Yosl, aza sheyn yingele bistu fun lang Ох ти, Йоссєль, ти вбивець, Йоссєль, ти так погарнішав з тих пір… [любовна лірика про невзаємне кохання]. Виконавець-невідома жінка. Записано у Проскурові на Поділлі 1913 року Авраамом Рейхтманом. Циліндр 288/3. - 10:44 — 12. Magen Avot «Щит батьків». Частина суботньої служби (Шаббату). Виконує Лейба Меламед, хаззан. Записано в містечку Деражня Подільської губернії 1912—1914. Циліндр 290. - 12:16 — 13. Yankele, kankele, fleshele bronfn «Янкєлє-канкєлє, маленька пляшка горілки». Дитяча римована лічилка. Виконують діти 4-10 років. Записано в домі братів Манусевичів у Крем'янці на Волині 7 липня 1913 року Зусманом Кисельгофом. Циліндр 297/1. - 12:58 — 14. Rekhel Lor Рахєль Лор. Дитяча римована лічилка. Виконує група дітей 4-10 років. Записано в будинку братів Манусевичів у Крем'янці на Волині 7 липня 1913 року Зіновієм Кисельгофом. Циліндр 297/2. - 13:18 — 15. Shtume Lele, bombe kele «Штуме Леле, бомбе келе» («Дурна (нерозумна) Лілі (Леле)»). Дитяча римована лічилка. Виконує група дітей 4-10 років. Записано в будинку братів Манусевичів у Крем'янці на Волині 7 липня 1913 року Зіновієм Кисельгофом. Циліндр 297/3. - 13:34 — 16. Barabantshik, barabantshik, pinkapeyle, ey, soldata pomadela Маленький барабан, барабанщик, червоне яблуко?, солдат, помада. Дитячий жартівливий марш, що складається з випадкового набору слів. Виконує група дітей 4-10 років. Записано в будинку братів Манусевичів у Кременці на Волині 7 липня 1913 року Зиновієм Кисельгофом. Циліндр 297/4. - 14:06 — 17. Hodu l'Adonay Подякуймо (воздаймо хвалу, дари, жертву) нашому Повелителю, частина ранкової служби на Шахаріт. Виконує Тане Бурштейн. Записано у Судилкові на Волині 1912—1914. Циліндр 298/1. - 15:06 — 18. Naanoim shel rov ha-kadosh mi-Sudilkov Вигуки цадика Судилкова. Вигуки, які супроводжувалися маханням пальмовою гілкою під час свята Суккот. Циліндр 298/2. - 15:47 — 19. Der rebe iz gegangen tantsn, hot er farloyrn in gantsn Раббі йде танцювати, він втратив все… Анти-Хасидська пісня, що стала популярною серед дітей. Виконує група дітей 4-10 років. Записано в будинку братів Манусевичів у Кремінці на Волині 7 липня 1913 року Зіновієм Кисельгофом. Циліндр 299/3. - 16:10 — 20. Unettane Tokef («Дозвольте сказати про велич») для Рош Хашана та Йом Кіппур. «Пійют» — головна центральна частина (кульмінація) традиційної церемонії (служби) на Рош-г'Ашана та Йом-Кіпур. Записано в Людимирі (Володимирі-Волинському) 1913 року Зіновієм Кисельгофом. Циліндр 301. - 18:04 — 21. Ain nos'im lekha le-shamaim «Очі вгору, до Небес». Фрагмент молитви «Елогену ве-елоху авотену» («Боже наш і предки наші…») для церемонії Рош-Хашана. Виконує Мотель Ліберз, 38 років, хазан. Записано в Клєвані на Волині (Клевань — сучасна Рівненська область, пол. Klewań) у 1913 році Зиновієм (Зусманом) Кіссельгофом. Циліндр 304/1. - 19:00 — 22. Ha-melekh Царю. (молитва, «Король», «Царь»), частина ранкової служби на Рош-Хашана та Йом-Кіппур. Виконавець Моцль Ліберс, 38 років, хазан. Записано в Клевані на Волині (сучасна Рівненщина) 1913 року Зиновієм Киссельгофом. Циліндр 304/2. - 19:34 — 23. Tshaban (ukrainish) «Чабан» (українська пісня, гуцульська?). Хасидська пісня українською мовою. Виконавець Лейб-хазан, 40 років. Записано в Меджибожі на Поділлі 1913 року. Циліндр 317. - 21:15 — 24. Kevakorat roeh edro «На шляху, де пастух рахує свої вівці». Фрагмент «Unettane Tokef» («Дозвольте висловитись про красу») для Рош-г'Ашана та Йом-Кіппур. Виконує Іцхок Берман, 52 роки, хазан. Записано в містечку Олика на Волині 1913 року Зиновієм Киссельгофом. Циліндр 320. - 22:45 — 25. Halben khataeynu ka-sheleg ve-ka-tsemer «Очисти на від гріхів, як сніг від вовни…». Селіча, спеціальний покаянний (духовний) вірш, для великих свят (Рош га-Шана та Йом Кіпур). Виконує Сімха Кобреник, 54 роки, хазан Великої синагоги в Заславі на Волині (Із'яслав — сучасна Хмельниччина). Записано в Із'яславі (Волинська губ.) 1913 р. Зіновієм Кисельгофом. Циліндр 322. - 24:12 — 26. Adirim amekha «Могутні з вашого народу…» (Паралітургійна пісня брацлавських хасидів). Виконавець невідомий. Записано в Бердичеві на Київщині, 1912—1914. Циліндр 323. - 25:51 — 27. Yekum purkan «Хай буде спасіння…». Молитва до ранкової служби до Шаббату та інших свят. Виконавець Ісроель Зельцер, хазан. Записано в місті Дубно на Волині (Рівненьска обл.) 1913 року Зіновієм Кісельгофом. Циліндр 324. - 27:42 — 28. Emet ki ata hu dayan (fun Nisi Belzer) Істина, Ти є Суддя (від Ніссі Бельцера). Частина молитви «Unettane Tokef» як пісня Ніссана Співака (Ніся Бельцер (Бельзер, Nissan Spivak, Nissi Belzer)(1824—1906), легендарного співака й кантора. Виконавець Їтсхок Берман, 52 роки, хазан. Записано в Олиці на Волині в 1913 році З.Кіссельгофом. Циліндр 325. - 29:19 — 29. Vos zhe bistu, tekhterl, azoy umetik, vu'z ahingekumen dayn gelekhter un dayn geshrey Чом ти, мала дочко, така сумна? Куди поділася твоя посмішка? [Любовна пісня про нещасливе кохання у формі диалогу матері з дочкою, мати втішає та повчає дочку]. Виконавиця Хава Хіршбейн, 30 років, домогосподарка, пісню почула в Муравиці (Дубенщина). Записано в Дубні на Волині (Рівненшина) 7 липня 1913 р. Зіновієм Кіссельгофом. Циліндр 328/1. - 30:01 — 30. Oy, der merder, oy, der merder iz tsu mir in shtub arayngegangen «Ох, вбивство, ох, вбивство прийшло в мій дім…» (Пісня про нещасне кохання). Виконавиця Хава Хіршбейн, 30 років, домогосподарка, пісню почула в Муравиці. Записано в Дубному на Волині (сучасна Рівненська область) 7 липня 1913 р. Зіновієм Кіссельгофом. Циліндр 328/2. - 30:53 — 31. Fun yener nakht on, vos me hot mikh gefirt fun mayn khupe tsurik «З тієї ночі, як я встала зі шлюбного ложа („гамаку“, „балдахіну“)». (Пісня про нещасне життя в родині чоловіка). Виконує Сара Ерліх, 23 роки. Записано в містечку Муравиця Волинської губ. Зиновієм Кіссельгофом. Циліндр 329. - 32:37 — 32. Oy, keyn tshan bin ikh zikh ongekumen, oy, di zakh iz mir gornit geven gefeln «Ох, як підійшов я до бочки, вона мені не сподобалась…» (рекрутська, жартівлива солдатська, пісня про військову службу — жартівлива пісня про насильницьку мобілізацію до (імператорської) армії). Виконавець — невідомий чоловічий голос [1912-1914]. Циліндр 336/1. - 33:21 — 33. In bolnitse hob ikh a nayes gehert «[В больниці] З лікарні (шпиталю) чув новини…». Пісня єврейського солдата. Виконавець — невідомий чоловічий голос [1912-1914]. Циліндр 336/2. - 34:14 — 34. A farvorfn yidele bin ikh mir «Я одинокий маленький жид (єврей)…» (Жартівлива робоча пісня, гумореска, шансон). Виконує Шлойме (Соломон) Юдовін Вітебська вобласць, 1912—1914. Циліндр 355/1. |
| 6       | Відео на YouTube | - 00:00 — 37. Pesakh lebn iz nit keyn kleynikayt, vayl got di yidn fun mitsraim bafrayt «Пасха (Пейсах) — то не дрібниці, оскільки Бог звільнив Євреїв з Єгипту».(Пісня про значення єврейських свят). Виконавиця Рівка Сірейські, 10 р., Записано в Крем'янці на Волині (Кремінець або Кременець — сучасна Тернопільська область) 1913 р. Зиновієм Киссельгофом. Циліндр 359/3. - 00:50 — 38. Di avodeh. Haya omed be-emah lifney El Elyon «Він стояв наляканий перед Всевишнім…» (Частина служби Йом Кіпур). Виконує Мойше Білоцерковський, який вивчив напам'ять цей канторський твір у хазана Бецалеля в Одесі. «Ді Авода» (Avoda, or Avodah (на івриті: עֲבוֹדָה), буквально означає «робота, служба, сервіс» на івриті — «The Avodah service, Part of the Yom Kippur»). Записано в Бердичеві на Київщині(у 1912—1914 рр.) Циліндр 375. - 01:57 — 39. Oy, vifl shidukhim me hot mir ibergeredt, un ikh hob zey nit gevolt kenen «Ох, скільки пропозицій (вийти заміж) мені робили, а я не їх знати хтіла…» (Любовна пісня — дівчина погрожує парубку, що втопиться, якщо він не одружиться на ній). Виконує Борух Калманович, 46 років, швець (чоботар). Записано в місті Олика Волинської області 1913 р. Зіновієм Киссельгофом. Циліндр 388/1. - 03:48 — 40. Vi iz, dushe, zikh optsusheydn; elnt azoy vi a shteyn «Як мені жити без тобе, люба; я самотній, мов камінь…» (Пісня про розлуку з родиною — монолог батька). Виконує Барух Калманович, 46 років, чоботяр. Записано в Олиці на Волині 1913 р. Зиновієм Киссельгофом. Циліндр 388/2. - 04:48 — 41. Oy, koyl, a fayerdike koyl, a koyl vet dem mentsh dershisn «Ой ти, куля, вогняна куля, куля вб'є людину…» (a bullet will kill a man, ya-ye c'mon) (Пісня про нещасне кохання). Виконує Лейб Абрамович. Записано в м. Меджибож Подільської губ. 1913 року. Циліндр 390. - 05:55 — 42. Levkhen levavot be-yom din «Випробуйте серця в день спокути».(Молитва на Йом Кіпур). Виконує Сімха Кобреник, 54 р., хазанин Великої синагоги в Заславі (Ізяслав). Записано в Заславі Волинської губернії 1913 р. (нині Шепетівського р-ну Хмельницької обл.) Зиновієм Кисельгофом. Циліндр 391. - 07:26 — 43. Ikh ken shoyn mer nit zayn farborgn, ikh muz oyfdekn mayn biter harts «Я не можу більше приховувати, я повинен відкрити своє тяжке серце…» (Пісня про кохання — монолог-сповідь). Виконує Рівке Маляр, 20 років, швачка. Записав у м. Людмир Волинської губернії (Володимир) 1913 року Зіновієм Кисельгофом. Циліндр 392/1. - 08:17 — 44. Oy, se mir nit gut, un fun shrayen bin ikh mid «Ой, мені погано, і я втомився від плачу…» (Пісня про військовий призов, насильницьку мобілізацію — дівчина плаче за нареченим, якого призвали до армії (наприклад, на I Світову війну). Виконує Рівка Маляр, 20 років, швачка. Записано у Володимирі-Волинському (Людмирі) Волинської губернії 1913 р. Зіновієм Кисельгофом. Циліндр 392/2. - 09:11 — 45. A droshe. Eynmol in shabes Церемонія «Колись в Шаббат». Виконує Ісроель, проповідник. Записано в Летичові на Поділлі 1913 року. Циліндр 394. - 12:49 — 46. Ezra ha-sofer Книга Ездра. Фрагмент Селіхи, особливого покаянного вірша, який вимовляється в період великих свят (як Рош ха-Шана та Йом Кіпур). Виконує Мойше Койлер, який почув композицію або від Єрухама Хакатана (Єрухам Бліндмен), або від Нісі Белцера (Ніссан Співак). Записано в м. Олика на Волині 1 липня 1913 р. Зіновієм Кисельгофом. Циліндр 399. - 14:41 — 47. In ale gasn, vi me geyt, hert men zabastovkes «Де не підеш, чути про забастовки (страйки)». Виконує Ісроель Меїр Темк, 35 років, сліпий бандурист. Записано в місті Шепетівка Волинської губернії (нині Хмельниччина) 1912—1914. Циліндр 401/1. Написано, що пісня з репертуару вуличних жебраків про фабричні страйки-забастовки, де Бунд, євреї та Ан-Ський приймали «особливу, безпосередню» участь. Не думаю, що запис цієї пісні стався «випадково». Імовірно, що це перший запис цієї єврейської революційної, «бундиської» пісні на фонограф (!), якому біля 110 років (1912—1914). Список відтворення Ан-ський Семен Якимович на YouTube "Hei, hei, doloi polizei! Doloi samoderzhav'yets v Rassey! Hey, hey, daloy politsey! Daloy samoderzhav'ye v rasey! " - 15:20 — 48. Efsher hot ir, mentshn, gehert, vos in Ades hot zikh farfaln «Можливо, ви, люди, чули, шо сталося в Одесі». (Пісня з репертуару жебраків про нещасний випадок на фабриці-виробництві в Одесі). Виконує Ісроель Мейр Темк, 35 років, сліпий бандурист. Записано в Шепетівці Волинської губернії (сучасна Хмельницька область) [1912-1914]. Циліндр 401/2. - 16:18 — 49. A bal iz in himl ongegreyt, mir zenen ale farbetn tsu khosn «Шар світиться на небі, нас всіх до (нареченого) запрошують…». Хасидська застільна-весільна пісня. Виконує Бася Куперштейн. Записано в містечку Остріг на Волині (сучасна Ровенська область) [1912-1914]. Циліндр 403/1. - 16:53 — 50. Tsi hot ir gehert minhastam un, efsher, gezen mit di oygn «Ви самі чули, мабуть, чи бачили на власні очі…» (Пісня про плинність життя). Виконує Бася Куперштейн. Записано в Острозі Волинської губернії [1912-1914]. Циліндр 403/2. - 17:30 — 51. Shtey oyf, mayn tayerer zun «Вставай, мій сину милий». (Пісня про кохання) Виконує Шмуель Айзман. Записано в Заславі (місті Із'яслав) Волинської губернії [1912-1914]. Циліндр 405. - 19:36 — 52. Ikh gey arayn tsu mayn gelibter froy, eyns un tsvey un dray «Іду до дружини, раз, і два, і три». (Пісня про зрадженого чоловіка — фрагмент). Виконує Ісаак Бараш. Записано в Житомирі Волинської губернії [1912-1914]. Циліндр 409/1. - 20:11 — 53. Di dozike nakht, vos mir hobn beyde farbrakht «Ніч, коли ми були разом…» (любовна лірика) Виконує Ісаак Бараш. Записано в м. Житомир [1912-1914]. Циліндр 409/2. - 21:01 — 54. Vu bistu geven, vos hostu geton, tokhter mayne getraye «Де ти була і що ти робила, моя люба доню?» (Пісня про кохання у формі діалогу матері та доньки). Виконує Ісаак Бараш. Записано в місті Житомирі Волинської губернії (сучасний облцентр), 1912—1914. Циліндр 409/3. |
| 7       | Відео на YouTube | - 00:00 — 1. Ikh nem mayn feder in der hant «Я держу перо в руці…» («ручку», «олівець», «pen») або «Я (шось) пишу (листа?)…» — любовна пісня(лірична сповідь (зізнання) у формі листу). Виконує Брайян Ланглеб(н). Записано в Проскурові (сучасний Хмельницький) 1913 року Абрамом Рехтманом. Циліндр 436/1. - 01:08 — 2. Got shtroft dem mentsh nor far zayne zind «Бог карає людину по гріхах її». Пісня про Кару Божу і Справедливість. Виконує Мікл (Міхайль) Фредкіхс, 38 років, крамник. Записано в Проскурові на Поділлі (сучасний Хмельницький) 1913 року Аврамом Рехтманом. Циліндр 436/2. - 01:57 — 3. Dem Berditshever rovs tfile far Musaf Молитва Раббі Бердичева у Мусаф. Виконавець невідомий. Записано в Шепетівці (Волинська губ., а нині Хмельницька обл.) [1912-1914]. Циліндр 438/1. [Служба Мусаф (яка проводиться відразу після ранкової служби) складається з Мусаф Аміда, повторення Аміди кантором, авода — розповідь про службу Йом Кіпур у Святому Храмі — і благословення священиків: «Священикам, поважним, прямим нащадкам Аарона, Первосвященика, наказано благословляти єврейський народ потрійним благословенням…». (The Berditshever Rabbi's = Dem Berditshever rovs = Бердичевер раббі; «Ba'al Tefillah» — Lit. «master of prayer». тобто Баал-Тефл — «майстер молитви» і цей термін зазвичай використовують, коли співців-священників в молитовному будинку декілька і треба виділити «головний голос» від інших «хазанів». Generally used in contrast to «Hazzan» to designate a person who leads the prayers in a simple style with a pleasing voice] - 03:20 — 4. Bin ikh mir gegangen in vildenem vald, zingen zikh feygelekh ale banand «Я піду гуляти в дикі ліси, буду співати разом з птахами». (Релігійна пісня в Шаббат (zmires-song), це є фрагмент з іншої Шаббатської пісні «Adir Ayom» («Могутній, Страшний» \ «Mighty, Fearful»)). Записано в місті Шепетівка (Волинська губ., сучасна Хмельницька область) [1912-1914]. Циліндр 438/2. - 03:54 — 5. Di ershte minutn vel ikh a lid shraybn, vos nokh mayn toyt vet nokh mir iberblaybn «У перші хвилини я напишу пісню, яку згадають після моєї смерти…» (Лірична пісня-романс у формі монологу-сповіді) Виконавець і місце невідомі [1912-1914]. Циліндр 439/1. - 04:46 — 6. Ikh halt di flash in hand, ver iz tsu mir glaykh «Я тримаю келих в руці, хто зі мною?» [Фрагмент — 1 строфа]. Застільна (корчемна, «алкогольна») пісня. Виконавиця та місце невідомі [1912-1914]. Циліндр 439/2. - 05:03 — 7. Hayntike meydlekh a nayes oysgelernt, zey pudern zikh di bekelekh «Сучасні дівчата опанували нову штуку — вони пудрять свої маленькі щічки!» (Жартівлива пісня. Фрагмент — 2 строфа). Виконавиця й місце невідомі, [1912-1914]. Циліндр 439/3. - 05:27 — 8. Rindaryu, vidchenit’ meni korchmu, daite oko horilku, za te ia vam prinesu kurku na subotu «Риндарю, відченіть мені корчму, дайте „око“ (кватирку-„чєкушку“)-горілки(„водки“), за те я вам принесу курку на суботу (Шаббат)». (Жартівлива пісня в формі діялогу між євреєм-риндарем-шинкарем і його жінкою; існують різні версії цієї ж пісні на їдиші та українською мовою). Виконує Мікайл Фредкіс, 38 років, хазяїн крамниці (корчми?). Записано в Проскурові на Поділлі (сучасне місто Хмельницький) у 1913 році Авромом Рехтманом. Циліндр 443/1. - 07:08 — 9. Baleboste zisinke, zisinke, zise baleboste «Наймиліша господине, найкраща хазяйко!» (Застільно-жартівлива пісня у формі «оди» до хазяйки корчми). Виконує Полі Заєць, 21 рік, записано у Бердичіві Київської губ. Циліндр 444/1. - 07:44 — 10. Di fayerdike libe «Палке кохання»(Любовна вісня про нещасне кохання). Виконує Полі Заяць,21 рік, записано у місті Бердичів на Київщині (сучасна Житомирщина), [1912-1914]. Циліндр 444/2. - 08:43 — 11. Le-David mizmor «Псалом про Давида» [Псалом № 24], частина ранкової служби в Шахарит. Виконує Аарон Фейнтух, 52 роки (Виконавець почув цю пісню у виконанні легендарного Ніссі Бельзера (Нісі (Ніссан) Співак). Записано в Ковелі на Волині в 1913 році. Циліндр 453. - 10:24 — 12. Oy vey, mame, tayere mame, der boykh tut mir vey «Ой, люба мамо, болить мені живіт!» (Пісня про породіллю). Виконує Берл Гінзбург, 17 років, бухгалтер. Записано в м. Ганнопіль (Аннополь Волинської губернії, сучасна Хмельниччина) [1913-1914].Циліндр 454/1. - 11:07 — 13. Ikh zits un ney mir baym mashindele un zing a lid fun zikh aleyn «Я сиджу-шию на маленькій швацькій машинці і співаю пісню про свою долю…» (Любовна лірика). Виконує Берл Гігнзбург, 17 років, бухгалтер. Записано в м. Ганнопіль (Аннопіль Волинської губернії, а нині Хмельницька область) [1913-1914].Циліндр 454/2. - 11:46 — 14. Ezra ha-sofer. Tsveyter teyl «Книга Езра». (фрагмент — частина 2 — фрагмент «селіха», спеціального покаянного вірша, який вимовляється в період великих свят, як-то Рош га-Шана та Йом Кіпур). Виконує Іцхок Берман, 52 роки, баал-теффіла. Записав в місті Олика на Волині 1913 року Зіновієм Киссельгофом. Циліндр 468. - 13:29 — 15. Mi yedaber u-mi yesaper, ver ken redn «Хто скаже, хто скаже? хто може сказати?» (Релігійна пісенька-лічилка — римована молитва). Виконавець невідомий чоловік, [1912-1914]. Циліндр 468. - 14:26 — 16. Zorea Tsedakot. 1-ter teyl «Той, хто сіє правду» (Фрагмент — частина 1). Частина ранкової служби в суботу. Виконує Шлойме Ранінсон, який вивчив цей канторський твір напам'ять від хазана в Коростені Хаїма Зінгеревича, [1912-1914]. Циліндр 493. - 16:06 — 17. Az be-kol ra'ash gadol «Тоді у великому громовому хорі…». (Частина ранкової служби на єврейські свята). Виконує невідомий хазан, [1912-1914]. Циліндр 494. - 17:30 — 18. Forgezang tsu «Ve-kol maaminim» Вступ (мелодія без слів, інтро) до молитви «І всі вірують» («Ve-kol maaminim»), частина Святкової служби на Рош Га-Шана. Виконує Хаззан Міндлін. Записано у Вітебську (сучасна Білорусь) [1912-1914] Зіновієм Кисельгофом. Циліндр 495. - 19:05 — 19. A kosher-tants Кошерний танок (кошер-танц). Фрагмент весільного обряду (декламація «бадхена» та вступ до кошерного танцю). Виконує Шарнікова, співачка, 70 років, мешканка богадільні (дому пристарілих), [1912-1914]. Циліндр 499/1. - 20:00 — 20. Hob ikh gelt, hob ikh gelt, tu ikh mir pantefl koyfn; hob ikh nit, hob ikh nit, tu ikh mir borves loyfn «Коли є гроші, коли є гроші — я купую собі тухлі; коли я не роблю, коли я не роблю — я бігаю босоніж…» (Жартівлива пісня про бідняка. Фрагмент — 1 строфа). Виконавці (дует, двоє) та місце невідомі, [1912-1914]. Циліндр 502/2. - 20:43 — 21. Ve-nislakh «І да буде нас прощено…» (Частина молитви «Кол Нідрей» на Йом Кіпур). Виконує Мендель Окунь. Записано у Петербурзі 10 листопада 1913 року. Циліндр 503/1. - 21:15 — 22. Ha-yom teamtsenu «Сьогодні Ти надаш нам сил…» (Мелодія з елементами традиційного тексту з гімну «Ха-йом тімцену», що виконується під час богослужіння до великих свят (Рош Га-Шана та Йом Кіппур). Виконує Мендель Окунь. Записано у Петербурзі 10 листопада 1913 року. Циліндр 503/2. - 21:57 — 23. Elohenu ve-elohey avotenu «Боже наш і Бог предків наших». (Частина служби в Шаббат). Виконує Моцель Ліберс, 38, хазан. Записано в містечку Клевань на Волині (сучасна Рівненська обл.) у 1913 р. Зіновієм Кисельгофом. Циліндр 505. - 23:42 — 24. Ve-hagen baadeynu «…І захисти нас…» (частина обряду «Хашківейну», друга молитва на Маарівську вечірню). Виконує Мойше (Михайл, Мойсей) Мільнер, композитор, який почув молитву від видатного хазана Зейделя (Зєліка) Ровнера (1856—1943), Циліндр 510. - 25:26 — 25. Mimkomkha (forzetsung) «… З Твого місця (продовження)…» (Традиційний текст, із мішаним а плані мови текстом — словами на ідиш і івриті разом. Частина обідньої служби Аміда на свята). Виконує Мейр Чуднів, [1912-1914]. Циліндр 512/1. - 27:09 — 26. Hashkiveynu «… І покладіть нас…». (Друге благословення після молитви Шема Ізраель під час вечірньої служби Маарів). Виконує диригент Дубенської Хоральної Синагоги Вольф Прізамент. Записав місті Дубно Волинської губернії (сучасна Рівненщина) 1913 р. Зиновієм Кіссельгофом. Циліндр 516. - 28:22 — 27. Kedushah tsu Musaf Молитва Кедуша («Святість»), (Служіння в Мусаф, читається в Шаббат та свята). Виконує Яків Герштейн , 13 років, помічник хазана місті Дубному. Записано м. Дубно Волинської губернії 1913 р. Зіновієм Кисельгофом. Циліндр 517. - 30:09 — 28. Magen avot (2-ter teyl) «Він благословив Патріархів» (частина 2 — традиційний пійют, який виконується під час вечірнього богослужіння в Шаббат (вечір п'ятниці). Виконує диригент Дубенської хоральної синагоги Вольф Прізамент. Записано в Дубному на Волині 1913 року Зиновієм Киссельгофом. Циліндр 518. - 31:55 — 29. Amar Ezra ha-sofer (chazonish) «Книга Езра» (кантор). (фрагмент «селіха», спеціального покаянного вірша, який вимовляється в період великих свят, якто Рош га-Шана та Йом Кіпур), [1912-1914]. Циліндр 519. - 33:28 — 30. Di ershte mayle: om ani khoma «Перша істинна: нація стоїть, як стіна». (Паралітургійна пісня на ідиш та івриті, версія суккотського пійюту «Ом ані хома» («Народ, що стоїть, як Стіна»). Виконує Йосеф Мойше Ланцман. Записано в місті Шепетівка Волинської губернії (нині Хмельницька область) [1912-1914]. Циліндр 520/2. - 34:22 — 31. Groyser got «Могутній Боже!». (Пісня релігійного змісту на їдиші. Виконує Мендль Окунь [чи Елькін?]. Записано у Петербурзі 21 вересня 1913 року. Циліндр 524. |
| 8       | Відео на YouTube | - 00:00 — 32. Yaale [takhnuneinu] «Піднесіть [наші дари (жертву)]» (Пійют під час вечірньої служби на Йом Кіппур). Виконує Мойше Білоцерківський, який вивчив цей твір у Ніссі Белцера (Nissan Spivak). Записано в Бердичові, [1912-1914]. Циліндр 525. - 01:55 — 33. Hashem nafsheynu be-khayim «Господь пробудив нас до життя». Канторська композиція на фрагмент Псалма 66. Виконує Яків Герштейн, 13 років, помічник хазана міста Дубна. Записано у Дубному Волинської губернії 1913 р. Зіновієм Кисельгофом. Циліндр 533. - 03:27 — 34. Pishov batyushka i kupyv kozunya (Had gadya) «Пішов батюшка і купив козуня… (Гат-гаття)». Традиційна колективна (хорова) пісня, що виконується наприкінці пасхального седеру. Незважаючи на те, що традиційний текст є сумішшю івриту та арамейської мови, ця версія є українською мовою. (Фрагмент). Виконує Лейб-Хазан, 40 років, хазан. Записано в Меджибожі на Поділлі у 1913 р. Циліндр 534/1. - 04:11 — 35. Hamavdil «Той, хто розділяє…» (Традиційна пісня-гімн у кінці Шаббату для церемонії Хавдалла). Хоровий спів хасидів з Брацлава, акомпанемент скрипки. Записано у Бердичеві (Київської губернії, а нині Житомирської області), [1912-1914]. Циліндр 550. - 05:33 — 36. Hoshana (Save us) «Хошана (Спаси нас)». Традиційна молитва в Суккот. Виконавець Бейніш-Хазан з молодим помічником. Записано у синагозі Баал Шем Тов у Меджибожі на Поділлі (сучасна Хмельницька область) [1913]. Циліндр 567. - 07:42 — 37. Ve-tera'e lefanekha. 2-ter teyl « І нехай постане перед Тобою». (фрагмент — частина 2). Частина молитви Зіхронот з додаткового богослужіння Мусаф на Рош Га-Шана. Виконує Сімха Кобреник, 54 роки, хазан Великої синагоги в Заславі, з молодим помічником. Записано в місті Заслав (Із'яслав) Волинської губернії [у 1913—1914 рр.] Зиновієм Кисельгофом. Циліндр 569. - 09:21 — 38. Bagrisungen Подяка. Слова подяки Єврейському Музею від Гедаля Хвильовицького. Записано в Петербурзі 14 червня 1914 року. Циліндр 575/1. - 10:05 — 39. Bagrisungen Подяка. Слова подяки Єврейському Музею від Іллі Гінцбурга (1859—1939), скульптора, учня Марка Антокольського. Записано в Петербурзі 14 червня 1914 року. Циліндр 575/2. - 11:14 — 40. Atkinu seudata «Давайте приготуємо їжу». (Пісня, що традиційно виконується під час каббалістського Шаббату). Виконавець невідомий, у супроводі скрипки. Мелодію пісні приписують Раббину Нахману з Брацлава. Записано в м. Бердичів Київської губернії (тепер Житомирщина) [1912-1914]. Циліндр 576. - 13:02 — 41. Oyf der Slobodker gas zitst zikh a vorozhke; di vorozhke t'mir vorozhet un hot getrofn gut «На Слобідці сидить ворожка; вона прочитала мою долю і вірно напророчила…» (Пісня про зраджене кохання). Виконує Брейна Ленглебн. Записано у Проскурові Подільської губернії (тепер місто Хмельницький) у 1913 році Авромом Рехтманом. Циліндр 580/1. - 14:12 — 42. Di levone, zi shaynt arum mir, oy, azoy vi der morgnshtern «Місяць світить наді мною, як ранкова зоря…». (Пісня про кохання). Виконавиця Сара Ерліх, 23 роки. Записано у селі Муравиця на Волині (район міста Дубно Рівненської області) в 1913 році. Зіновієм Кисельгофрм. Циліндр 580/2. - 15:16 — 43. Kurtse bagrisung Коротке побажання та від Меєра Хаїмовича Бомаша (1861—1947) єврейського депутата російської Державної Думи. В оригіналі російською: «…еврейский депутат Меер Хаймович Бомаш желал бы, чтобы еврейские депутаты входили в русский парламент без того чувства ужаса..». «…єврейський депутат Мейр Хаймович Бомаш бажає, щоб єврейські депутати входили до російського парламент без того почуття жаху..». Записано в Санкт-Петербурзі 14 червня (травня?) 1914 р. Циліндр 584/2. - 15:49 — 44. Av ha-rakhamim «Отче Милосердний». Молитва, що звершувала ранкову службу в Шабат. Виконує Зельцер (голос молодого хлопця, швидше за все, помічник хазана). Записано у Дубному на Волині (тепер Рівненська область) в 1913 р. Зіновієм Киссельгофом. Циліндр 585. - 17:21 — 45. Dem zeydns yerushe «Дідова спадщина» («Мій дід лишив мені один засіб, щоб жодний гребінець більше не торкався мого волосся!» = «Mayn zeyde hot mir gelozt eyn sgule, az keyn keml zol nit kumen oyf mayn hor»). (Жартівлива пісня-гумореска). Виконує Давід Койлєр, 23 роки, швець. Записано у містечку Олика на Волині в 1913 році Зіновієм Кісельгофом. Циліндр 587/1. - 17:53 — 46. Oy, mame, mame, makh mir khasene, s'meg shoyn zayn far vemen se iz «Ой, мамо, видай мене заміж, він може бути хто завгодно [хоч простий чоботар, але з доброї родини]». Весільна танцювальна пісня. Виконує Девід Койлер, 23 роки, чоботяр. Записано у м. Олика Волинської губернії 1913 року Зиновієм Киссельгофом. Циліндр 587/2. - 18:37 — 47. U-v'shofar gadol «І великий шофар». (Частина молитви «Unettane Tokef» («Поговоримо про дивовижне») на Рош ха-Шана та Йом Кіпур. Виконує Іцхок Берман, 52 роки, хаззан. Записано в Олиці на Волині 31 червня 1913 року Зиновієм Кисельгофом. Циліндр 590. - 20:28 — 48. A tfile (Hashkiveynu) «Поховайте нас…» (Молитва, друге благословення після молитви Шема Ізраїль на вечірнє богослужіння Маарів). Виконує невідомий кантор [1912-1914]. Циліндр 591. - 21:55 — 49. Kurtse bagrisung Короткі привітання Єврейському музею від Бал-Махшовеса (псевдо Ісидора (Ісроеля) Еліашева, ідишистського літературознавця-критика). На їдиші. Записано в Петербурзі 1914 року. Циліндр 592/1. - 22:29 — 50. Ver kon filn mayn shver biter harts, az nor vi ikh mit mayn gelibtn aleyn «Хто може відчути, як тяжко-гірко мені на серці? Тільки я й моя Кохана!». (Любовна пісня про кохання про зраджене кохання). Виконує Давид Койлер, 23 роки, чоботяр. Записано в місті Олика Волинської губернії 1 липня 1913 р. Зіновієм Кісельгофом. Циліндр 593/1. - 23:09 — 51. Kurtse bagrisung dem etnografishn muzey Короткі привітання етнографічному музею від Бера (Борис) Ізраїлевича Анісфельда (1878—1973), художника. Російською мовою. Записано в Петербурзі в 1914 р. Циліндр 595/1. - 24:25 — 52. Kurtse bagrisung dem etnografishn muzey Короткий привіт єврейському етнографічному музею від Шимона (Семена) Абугова (1877—1950), художника. Записано в Петербурзі 1914 р оку. Циліндр 595/2. - 24:47 — 53. Or khadash al Tsion «Возсяй, Сіон, новим світлом». Благословення до ранкового служіння Шахаріт в будні та свята. Виконує невідомий кантор, [1912-1914]. Циліндр 596. - 26:20 — 54. Fragment from the purimshpil Birkas Yakov ("The blessing of Yakov «) Фрагмент з пурімшпіл „Біркас Іаків“ („Благословення Якова“) — початок. Оповідач: „Радій і веселись, люба діво!“. (Onheyb. Forreder: „Zayt gedilt un geshpilt, mayne balibte hern!“). Записано в Наровлі (Мозирський повіт, сучасна Білорусь) у 1927 році. Циліндр 607/1. - 26:50 — 55. Fragment from the purimshpil Birkas Yakov („The blessing of Yakov“) Фрагмент з пурімшпіл „Біркас Іаків“ („Благословення Якова“) — Початок. Ісаак: „Мій улюблений сину Ісав, я вже старий…“. (Onheyb.Yitskhok: „Mayn balibter zun Eysov, ikh bin dokh shoyn alt“). Записано в Наровлі (район Мозира, Беларусь) в 1927 році. Циліндр 607/2. - 28:38 — 56. Fragment from the purimshpil Birkas Yakov („The blessing of Yakov“) Фрагмент з пурімшпіл „Біркас Іаків“ („Благословення Якова“) — Ісав: „Тепер, мій брате Якове, я дуже радий!“. (Eysov: „Yetst, mayn bruder Yankev, iz dokh zeyer freylekh“). Записано в Наровлі (район міста Мозиря в Білорусі) 1927 року. Циліндр 608/1. - 29:09 — 57. Fragment from the purimshpil Birkas Yakov („The blessing of Yakov“) Фрагмент з пурімшпіл „Біркас Іаків“ („Благословення Якова“) — Рівка: „Ой ти, старий Ісаку, що ж то буде?!“. (Rivke: „Oy, du alter Yitskhok, vos t'dos zayn derfun“). Записано в Наровлі (район міста Мозиря в Білорусі) 1927 року. Циліндр 608/2. - 30:26 — 58. Fragment from the purimshpil Birkas Yakov („The blessing of Yakov“) Фрагмент з пурімшпіл „Біркас Іаків“ („Благословення Якова“) — Ісаак: „Послухай, сину Іакове, що скажу тобі!“. (Yitskhok: „Her, mayn kind Yankev, vos ikh vel dir zogn“). Записано в Наровлі (район Мозира, сучасна Білорусь) в 1927 році. Циліндр 608/3. - 31:00 — 59. Fragment from the purimshpil Birkas Yakov („The blessing of Yakov“) Фрагменти з пурімшпіл „Біркас Іаків“ („Благословення Якова“) — 1) Ісав: „Ой вей, любий Батьку, двічі!“. 2) Ісаак: „Дорогий сину, що мені до тебе? Прийшов твій брат Яків! (Янкль)“. 3) Ісав: „Дорогий Батьку, хіба нема в тебе власного благословіння?“ (1) Eysov: „Oy vey, tate libinker, s'iz dokh tsvey mol.“. 2) Yitskhok: „Liber zun, voz zhe zol ikh mit dir ton; s'iz gekumen der bruder Yankl“. 3) Eysov: „Liber foter, tsi hostu den nit fun di eygene brokhes?“). Записано в Наровлі (район Мозира, сучасна Білорусь) в 1927 році. Циліндр 609. - 32:42 — 60. Fragment from the purimshpil Birkas Yakov („The blessing of Yakov“) Фрагменти з пурімшпіл „Біркас Яків“ („Благословення Якова“) — 1) Ісаак: „Схились до мене, мій любий сину, я дам тобі тільки один поцілунок…“ 2) Ісав: „Встань, Батьку, я повернувся з дороги…“ 3) Ісак: „Хто та людина, що зробила мені дарунок?“ (1) Yitskhok: Beyg zikh on, mayn balibter zun, tsu mir, ikh vel nor, oy, eyn kush ton dir» 2) Eysov: «Shtey oyf, tate, ikh kum on fun mayn geyen». 3) Yitskhok: Ver iz dos der mentsh, vos hot mir matone gemakht"). Циліндр 610. |

Список відтворення Ан-ський Семен Якимович на YouTube
Важливим є фонд № 339 Інституту рукопису НБУ ім. В. Вернадського, адже у ньому представлені усі літературні твори С. Ан-ського, переклади, особисті листи, зібрана преса та ін. Зокрема там представлені наступні матеріали, за період 1884—1918:

### Наукові та творчі матеріали
Лавочка (1884); Повесть (1884); Задача (1891); На соляно копи (1892—1893); Столица мира (1893); Тяжелый урок (90-і роки XIX ст.); Анархисты в Париже (90-і роки XIX ст.); Болезненная любовь (90-і роки XIX ст.); Брат Гвира (90-і роки XIX ст.); Будущее обезлюдение Франции (90-і роки XIX ст.); В Институте Пастера (90-і роки XIX ст.); Виноделы и виноделие во Франции (90-і роки XIX ст.); Жизнь и мытарства парижского рабочего (90-і роки XIX ст.); Заметки про дочь И. С. Тургенева — г-жу Брюэр (90-і роки XIX ст.); Из Парижа в Бордо (90-і роки XIX ст.) История русской литературы (90-і роки XIX ст.); Итальянские крестьяне. (Перевод) (90-і роки XIX ст.); Крестьянская жизнь во Франции в Средние века (90-і роки XIX ст.); Мериас-Нефеш. (Передача души в руки Божии) (90-і роки XIX ст.); Подонки Парижа (90-і роки XIX ст.); Путевые заметки (90-і роки XIX ст.); О жизни Парижа (90-і роки XIX ст.); Очерки Парижа. (Парижская беднота) (90-і роки XIX ст.); Оповідання з життя російських євреїв у Парижі (90-і роки XIX ст.); Роза Бонейр (кін. XIX — поч. XX ст.); Сборник заметок, очерков, рассказов и впечатлений (о Париже) (90-і роки XIX ст.); Среди французов. Рассказ (90-і роки XIX ст.); Уличная голь и ее певцы. (Из жизни Парижа) (90-і роки XIX ст.); Уличная песня (90-і роки XIX ст.); Урок (90-і роки XIX ст.); Франция (90-і роки XIX ст.); Chatean Roude (90-і роки XIX ст.); Центральный базар Парижа ночью (90-і роки XIX ст.); Путевые заметки. Анжер, Нант, Коньяк, Бордо… (1900); Каталог народных книг (1902); Программа для собирания сведений о том, что читает народ (1902); Народ и книга (1902); программа 2-й лекции «Легенды и верования евреев в Юго-Западном крае» (1910); Кошмарная загадка. История одного загадочного убийства младенца (1913); Мировая Война (1914); Разрушение Галиции (1914—1915); Три недели в плену в Ростоке (1914); Заметки об империалистической войне (1914—1916); По поводу обвинения евреев в предательстве во время империалистической войны (1915); Воззвание о помощи беженцам, организации опровержения клеветы против евреев (1915—1916); Польско-еврейские отношения во время империалистической войны и способы борьбы с польской клеветой (1915—1916); Чаяния Галицких евреев во время империалистической войны о пришествии Месии (1915—1916); Из зала суда (1916); конспект реферата «Певец великого прошлого» (С. Г. Фруг) (1916); Обстрел (1916); Ставка немцев на русскую реакцию (1916); Революция революций (1917); Великая и страшная история с тельцом (1918); Арестантское слово (поч. XX ст.); Вне человека. Легенда (поч. XX ст.); Вопросы Ахера (неверующего). Стихотворение (поч. XX ст.); Встреча. Еврейское сказание (поч. XX ст.); Десять знамений прихода Месии (поч. XX ст.); Дневник меламеда (поч. XX ст.); Евреи в их бытовой и религиозной жизни (поч. XX ст.); Задачи дня (поч. XX ст.); Закон и правосудие. Публицистическая статья (поч. XX ст.); История с Бештом и святопогибшими из-за навета. Сказание (поч. XX ст.); История с Бештом и убитым христианином (поч. XX ст.); Книга Знамений. (Составлено на основании Талмудических легенд и каббалистических сказаний) (поч. XX ст.); конспект лекции «Легенды старых камней» (поч. XX ст.); Не еврейская голова (поч. XX ст.); Отдельные факты к правовому положению евреев в царской России (поч. XX ст.); Сказка про алмазные слезки (поч. XX ст.); Характер и основы еврейской литературы (поч. XX ст.); Цадик Залман Шнеерсон. Биографический очерк (поч. XX ст.); Человек и человечество (поч. XX ст.); Что читает организованный немецкий рабочий? (поч. XX ст.); Чудо цадика (поч. XX ст.); Шолом-Алейхем, Перец и Фруг. Доклад (поч. XX ст.); Эмиль Золя. (Черновые наброски очерка жизни и творчества) (поч. XX ст.); Яков Михайлович (поч. XX ст.); Янте (жена) Раби Исроэля (поч. XX ст.).
Драматичні твори: Пьеса в 5–ти действиях (1885); Конспираторы (поч. XX ст.); У обрыва (поч. XX ст.).
Переклади: Из книги пророка Иезекииля (поч. XX ст.); Из книги пророка Исаии (поч. XX ст.).

### Листування
Адресати: Бялик Х.-Н. (3; б.д.), Гінцбург В. Г. (25; 1912—1913), Глезерман Е. (18; 1907—1911), Грейденберг Б. С. (1916), Дінезон Я. (2; б.д.), Дубнов Ш. (2; б.д.) та ін.
Єврейське Історико-етнографічне товариство (1913), редакції газет: «Русские ведомости» (1894), «Утро России» (1910).
Кореспонденти: Авіновицький Я. С. (1910), Азарх Б. (16; 1912—1915), Азарх І.-Д. (3; 1915), Альтер Ш. (2; 1916—1917), Аріян П. Н. (2; 1907), Аронович С. (1911), Бєлєнский С. А. (5; 1907—1910), Бєлостоцький Я. (1911), Брюлов Н. (2; б.д.); Бунін (1910), Бунін З. (1911), Вакс Г. (4; 1913), Вальбе Шю (8; 1913), Варшавер С. Р. (4; 1911), Вайнштейн Л. І. (13; 1913—1914), Вайсберг С.-А. (6; 1912—1913), Вайсс О. (43; б.д.), Вейнгерова Ц. (1911), Воловник А. (6; 1913), Вішніцер-Бернштейн Р. (1912), Гербер С. (2; 1914?), Гінцбург В. Г. (22; 1910—1914), Гінцбург С. І. (1913), Гінцбург С. М. (6; 1913—1911), Глезерман (2; 1910), Глезерман Е. (304; 1907—1914), Глезерман Й. І. (3; 1910), Глезерман С. (8; 1911), Гохгелернтер Г. (2; 1913—1915), Граубард П. (3; 1914—1915), Гранат А. (1907), Грінберг Х. (1916), Гук Л. (3; 1912—1913), Гурвич Л. (6; 1914), Гуревич Г. А. (6; 1913—1915), Гуревич Г. Є. (2; 1910, 1912), Гуревич С. (5; 1913), Гуревич С. Л. (29; 1906—1916), Гурлянд І. І. (1886), Дембо Вл. (1911), Джонсон І. (2; 1915), Дінезон І. (1913), Дубнов С. (4; 1911), Єльницький Ан. (4; 1909), Жаботинский Вл. (1914), Зак М. (1913), Зац Б. Й. (3; 1909—1910), Зецер Й. (9; 1912—1913), Зільберман М. (9; 1914—1917), Зільберфарб М. (2; 1913), Іохельман Д. Л. (9; 1909—1912), Каміонський М. І. (55; 1914—1916), Кардонер Б. (12; 1913—1914), Кацнельсон М. (2; 1910), Кісельгоф З. (5; 1913), Клецкін Б. (1916), Коц І. Я. (9; 1910—1916), Ландер Ф. (4; 1917—1918), Лев А. (19; 1910—1914), Лінден С. (12; 1902—190), Лур'є І. (1910), Лур'є Ш. (9; 1915—1917), Мандель В. (4; 1913—1917), Марек П. (1912), Маркович Р. (9; 1915—1917), Маршак С. (б.д.), Маховер Й. М. (18; 1911—1916), Меламуд Л. (17; 1915—1917), Мазор М. (6; 1912—1917), Мільнер М. (б.д.), Натанзон В. (53; 1906—1916), Окунь І. С. (7; 1910—1912) та ін.
Видавництва: «Ost und West» (1912—1913), «Библиотека копейки» (1909), «Vilner farlah» (1913—1914), «Культур» (1907), «Нива народная» (1917), «Шиповник» (б.д.); драматичний гурток «Габіма» (1917), Єврейський комітет допомоги жертвам війни (1914), Єврейське Історико-етнографічне товариство (1908—1918), Єврейське літературне товариство (1909—1914), Єврейське літературно-художнє товариство (1916—1918), Єврейське театральне товариство (1916), книговидавче товариство «Просвещение» (1912), Московське бюро друку (1916), Полтавська російсько-єврейська бібліотека, редакції газети: "Гомельская копейка (1914), «Южная копейка» (1913); Товариство для надання допомоги єврейському населенню, що постраждало від військових дій (1916), Товариство допомоги бідним, хворим євреям (1907), Товариство єврейської народної музики (1916), Товариство поширення освіти між євреями Росії (1909—1917), Товариство ремісничої та землеробської праці серед євреїв (1912).

### Листи інших осіб
Буткевич А. С. — книговидавництву «Разум» (2; 1912); Бергман І. Т. — Рубштейну (1917); Берсон С. — редакції газети «Восход» (1901); Бортсон — Лур'є І. С. (1916); Биховська — Лур'є І. С. (1916); Гржебін З. І. — Станіславському К. С. (1915); Рубінштейн Б. М. — Ганкіну Б. (1916) та ін.

### Пісні авторства С. Ан-ського
Семен Ан-ський написав вірші до кількох пісень, що стали неофіційними бундиськими гімнами (гімнами партії «Бунд»), його партії, партії єврейських соціалістів-революціонерів.
До таких пісень належать:
| Назва                                                                             | Текст (на їдиш) | Переклад (українською) | Приблизна кількість варіантів                            |
| --------------------------------------------------------------------------------- | --- | --- | -------------------------------------------------------- |
| «Di Shvue» («Клятва»)                                                             | Brider un shvester fun arbet un noyt Ale vos zaynen tsezeyt un tseshpreyt, Tsuzamen, tsuzamen, di fon iz greyt, Zi flatert fun tsorn, fun blut iz zi royt! A shvue, a shvue, af lebn un toyt. Himl un erd veln undz oyshern Eydes vet zayn di likhtike shtern A shvue fun blut un a shvue fun trern, Mir shvern, mir shvern, mir shvern! Mir shvern a trayhayt on grenetsn tsum bund. Nor er ken bafrayen di shklafn atsind. Di fon, di royte, iz hoykh un breyt. Zi flatert fun tsorn, fun blut iz zi royt! A shvue, a shvue, af lebn un toyt. | Брати і сестри, в праці й боротьбі Всім, хто крокує широко й далеко, Збирайтеся, прапор готовий! В гніві розвивається, від крові червоний! Дайте клятву життя і смерті! Небо і земля нас почують, Світлі зорі — свідки-бачать. Клятва крові, клятва сліз, Клянемося, клянемося, клянемося! Ми присягаємо на безмежну вірність Бунду! Тільки він може тепер звільнити рабів! Червоний прапор, високий і широкий. В гніві розвивається, від крові червоний! Дайте клятву життя і смерті! | 12 Список відтворення Ан-ський Семен Якимович на YouTube |
| In Ale Gasn Vu Men Geyt [Doloi Polizei!] («Долой поліцей!» \ «На кожній вулиці…») | In ale gasn vu men geyt Hert men zabostovkes. Yinglekh ung meydlekh dort Shmuesn fun pribovkes. Hei, hei, doloi polizei! Doloi samoderzhav'yets v Rassey! Hey, hey, daloy politsey! Daloy samoderzhav'ye v rasey! Brider un shvester, Lumir zikh gehn di hent, Lomir Nikolaykelen tsebrekhn di vent! Hei, hei, doloi polizei! Doloi samoderzhav'yets v Rassey! Hey, hey, daloy politsey! Daloy samoderzhav'ye v rasey! Genikshn shlimazl, Genug shoyn borgn layen, Makht a zabostovke, Lomir zikh bafrayen! Hei, hei, doloi polizei! Doloi samoderzhav'yets v Rassey! Hey, hey, daloy politsey! Daloy samoderzhav'ye v rasey! Meydlekh, yingelekh, Lumir zikh gehn di hent, Lomir Nikolaykelen tsebrekhn di vent! Hei, hei, doloi polizei! Doloi samoderzhav'yets v Rassey! Hey, hey, daloy politsey! Daloy samoderzhav'ye v rasey! Brider un shvester, lomir geyn tsuzamen, Lomir Nikolaykelen bagrobn mit der mamen! Hei, hei, doloi polizei! Doloi samoderzhav'yets v Rassey! Hey, hey, daloy politsey! Daloy samoderzhav'ye v rasey! Brider un shvester, lomir zikh nit irtsn, Lomir Nikolaykelen di yorelekh farkirtsn! Kozakn, zhandarrnen, arop fun di ferd! Der rusisher keyser ligt shoyn in dr'erd! Hei, hei, doloi polizei! Doloi samoderzhav'yets v Rassey! Hey, hey, daloy politsey! Daloy samoderzhav'ye v rasey! | Куди не підеш, всі ридають, до чого вся ця метушня? Всі на кожній вулиці готові розпочати… Всі ви б'єте наших товаришів однаково, ми більше не будемо рабами. Нам час страйкувати адже ми знову вільні! Брати та сестри, збирайтеся всі! Разом ми достатньо сильні, щоб скинути цього царя! Гей, гей! До біса поліцію! До біса російське самодержавство! Брати та сестри, збирайтеся всі! Нікі з мамою закопаємо під землю! Гей, гей! До біса поліцію! До біса російське самодержавство! Вчора він тягнув повний вагон лайна. Сьогодні він став капіталіст! Гей, гей! До біса поліцію! До біса самодержавство в росії! | 26 Список відтворення Ан-ський Семен Якимович на YouTube |
| In Zaltsikn Yam («В солоному морі…»)                                              | In zaltsikn yam fun di mentshlekhe trern Gefint zikh a shreklekher thom, Er ken shoyn nit tifer, nit fintsterer vern, Im tseykhnt a blutiker shtrom. Dem thom hobn toyznter yorn gegrobn Emune in sine un payn, Un toyznter yorn, alts tropn nokh tropn Es gisn zikh trern arayn. Der arbeter ver vet endlekh derleyzn Fun hunger un eybiker layd ? Un ver vet dem veg im tsu frayhayt bavayzn Tsu brudershaft, glaykhkayt un freyd? Der arbeter vet di velt i bafrayen i heyln, Er vet dergreykhn dem thom bizn grunt, Zol leben fun Rusland, fun Lite un Poyln, Der Yidisher Arbeter Bund. | Біля солоного моря плачуть люди… Залишається жахлива прірва, Не могла бути темнішою, не могла бути глибшою, Вона криваво-червоним відливає кольором… Так багато моря було наповнене цією скорботою, Перенесені стражданнями євреїв, Але тільки сльози бідних криваві, Багаті плачуть чистими, як роса… Так, тільки робітники, трударі, жебраки Належать цій кривавій безодні А тих, кого ти називав братами, багатих і жадібних, Літають високо в небі в своєму блаженстві… І тисячі років створили цю прірву Благочестя, ненависті і болю… І тисячі років усе людство плаче, Тече, як вічний дощ… Та де ті, що стоятимуть напоготові Пірнути в прірву і битися?! Так, хто нарешті визволить працю від рабства, Дасть голодним полегшення? І хто буде вести нас на шляху до свободи, За братерство, справедливість і мир?! Прапор нестиме новий єврейський робітник Щоб сигналізувати, що справедливість здійснилася, Світ буде звільнений і зцілений цим героєм, Хто пірнає до кореня своєї рани! У Росії, в Литві та й у Польщі всі вітають Великий єврейський робітничий Бунд! | 5 Список відтворення Ан-ський Семен Якимович на YouTube  |
| A Kranker Shnayder («Хворий Кравець»)                                             | Di shtub iz kleyn, di shtub iz alt, In yedn vinkl mist un koyt. S'iz fintzter umetik un kalt, — A kranker shnayder zitzt un neyt. Refrain Der shnayder neyt, di nodl geyt, Der moyekh dreyt, s'iz groys di noyt. Nito in shtub keyn broyt, Nito in shtub keyn broyt. Der ponim gel, fartzogt, fartrakht, Di nodl rudert tog un nakht. Fun tzayt tzu tzayt, a puster hust, Halt oyf di hant, rayst oyf di burst. In shtub iz umetik un pust Fun bet a ziftz, fun vig a hust A kleyner lempl brent zikh shvakh A drobner regn klapt in dakh Vos tustu, shnayder, oyf der velt? Ikh leb. A shoyderlike kelt Nemt on baym hartz, varflukhte noyt! As dos heyst lebn, vos is toyt? | Кімната маленька і стара Сміття в кожному кутку Темно, самотньо і холодно Сидить хворий кравець і шиє Кравець шиє, Його голка йде Його голова йде обертом, Його потреба велика: Хліба не має. Обличчя бліде й тривожне Його голка ходить день і ніч Час від часу надривний кашель Виривання з грудей зупиняє рука Кімната самотня і сіра З коридору зітхання, з ліжка кашель Маленька лампочка горить слабо Дощ падає на дах — Що ти, кравче, на світі робиш? «Просто живу». Жахлива застуда Стискає серце. Ой, страшна потреба! Якщо це життя, то що таке смерть? | 10 Список відтворення Ан-ський Семен Якимович на YouTube |